# Palmarès del Futbol Club Barcelona

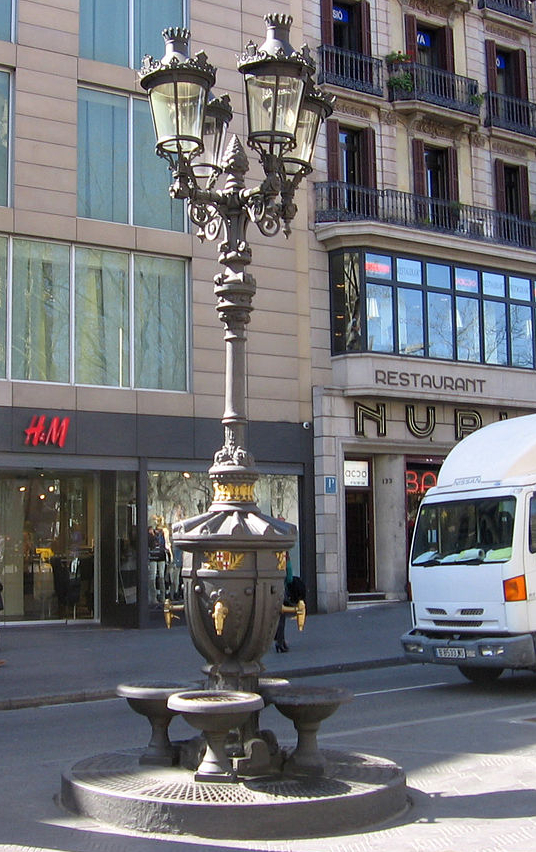
Font de Canaletes, un lloc de celebració dels títols barcelonistes

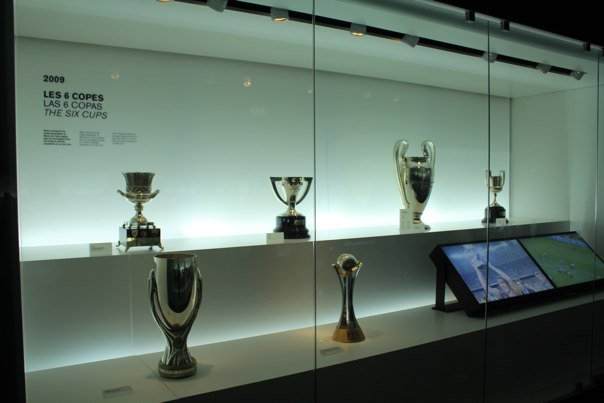
Els sis trofeus guanyats per l'equip de futbol l'any 2009. És l'any amb més títols oficials de futbol a la història del club.

El palmarès del Futbol Club Barcelona inclou més de 850 títols en competicions nacionals, estatals i internacionals. Entre les cinc seccions sèniors masculines professionals (futbol, bàsquet, handbol, hoquei sobre patins, futbol sala), i la secció sènior femenina professional (futbol), suma més de 650 títols en competicions internacionals, nacionals i estatals dels quals 16 són copes mundials o intercontinentals i 48 són Copes d'Europa. L'equip sènior masculí de futbol acumula 141 títols en competicions internacionals, nacionals i estatals, el de bàsquet 99 títols, el de handbol 194 títols, el de hoquei patins 141 títols, i el de futbol sala 49 títols. L'equip sènior femení de futbol ha assolit 45 títols en competicions internacionals, nacionals i estatals. Les seccions no professionals han guanyat més de 300 títols, i les seccions femenines més de 100 títols.
Entre tots els clubs poliesportius europeus que històricament han acumulat més títols de Copa d'Europa en més d'un esport, el Futbol Club Barcelona (48 títols) és el segon club europeu amb més Copes d'Europa, després del CSKA Moscou (83 títols).
Els equips sèniors de les seccions professionals han guanyat 23 triplets, és a dir han aconseguit guanyar en una mateixa temporada els tres títols majors (copa d'Europa, lliga i copa estatal). La secció de hoquei patins en 9 temporades (1977/78, 1978/79, 1980/81, 1984/85, 1990/00, 2001/02, 2004/05, 2006/07, 2017/18), la de handbol en 7 (1996/97, 1997/98, 1999/00, 2014/15, 2020/21, 2021/22, 2023/24), la de futbol masculí en 2 (2008/09, 2014/15), la de futbol femení en 2 (2020-21, 2023-24), també la de futbol sala en 2 (2011/12, 2021/22) i la de bàsquet en 1 (2002/03).
El FC Barcelona va ser el primer club de futbol en assolir el sextet. L'equip sènior masculí de futbol a l'any 2009 va guanyar els sis títols disputats en un any natural (Copa del Rei, Lliga, Copa d'Europa, Supercopa d'Espanya, Supercopa d'Europa, i Mundial de Clubs) una fita que mai cap altre equip havia aconseguit fins aleshores.
L'equip sènior masculí de futbol té el rècord de ser l'únic europeu que ha participat de forma ininterrompuda en les competicions continentals des de la seva creació l'any 1955, i és un dels clubs europeus que més títols ha obtingut sumant totes les competicions en que ha participat. És l'equip amb més títols de les desaparegudes Recopa d'Europa (4 títols), Copa de Fires (3 títols), i Copa Llatina (2 títols, igualat amb AC Milan i Reial Madrid CF). A més, exhibeix a les seves vitrines el trofeu de la Copa de Fires i és l'únic club amb tal honor, aconseguit l'any 1971 en vèncer el Leeds United a la final absoluta d'aquesta competició reconvertida en l'actual UEFA Europa League. El palmarès a nivel internacional es completa amb cinc Copes d'Europa, cinc Supercopes d'Europa, i tres Campionats del Món de Clubs. L'únic títol de la Petita Copa del Món i 4 títols del Campionats dels Pirineus no es comptabilitzarien en no ser oficials per cap estament. És el segon club europeu i tercer del món amb més títols internacionals oficials (22), dels quals 14 són títols organitzades per la UEFA i 3 mundials organitzades explícitament per la FIFA. A les competicions nacionals és l'equip que ha guanyat més títols del Campionat de Catalunya (23 títols), de la Copa Catalunya (8 títols), de la Supercopa de Catalunya (2 títols) i de la Lliga Catalana (1 títols), i per tant el que més títols de la Federació Catalana de Futbol ostenta. (34) Pel que fa al futbol de l'estat espanyol, el FC Barcelona és el club amb més triomfs a la Copa del Rei (32 títols), a la Supercopes d'Espanya (15 títols), a la Copes de la Lliga (2 títols) i a la Copes Eva Duarte de Perón (3 títols), i és el segon club amb més Lligues (28 títols). L'equip sènior de futbol és el club de la Lliga de Futbol Professional que ha guanyat més títols oficials a les competicions organitzades per la Reial Federació Espanyola de Futbol (80). En síntesi comptabilitza un total de 102 copes estatals i internacionals, cosa que el converteix en el segon club més llorejat d'Espanya i un dels més titulats del món. Completen els seus èxits amb els 34 trofeus nacionals organitzats per la Federació Catalana de Futbol, 1 Lliga Mediterrània organitzada per les federacions catalana i valenciana, i 4 Campionats dels Pirineus organitzada per l'USFSA (Union des sociétés françaises de sports athlétiques), per a un rècord total de 141 títols nacionals, estatals i internacionals a Espanya.
Posseeix cinc trofeus de la Lliga en propietat conquistats el 1953, 1993 , 2006, 2011 i 2019 per haver guanyat la competició tres vegades consecutives o bé per cinc alternes, i set trofeus de Copa del Rei en propietat assolits el 1913, 1928, 1953, 1971, 1990, 2015 i 2018 pel mateix motiu, al seu torn totalitza la xifra més alta de guardons en propietat de clubs de futbol a Espanya amb un total de dotze.
Un altre dels seus èxits i reconeixements a nivell futbolístic va ser haver estat declarat el millor club d'Espanya a primer dècada del segle xxi pel Centro de Investigaciones de Historia y Estadística del Fútbol Español (CIHEFE), un organisme privat espanyol dedicat a l'estudi de la història del futbol, a més de ser el millor club del segle xxi per la IFFHS. Va ser guardonat amb el premi al "millor equip del món" per part de la revista britànica World Soccer en 4 oportunitats: 2006, 2009, 2011 i 2015. Guanyador de tres Premis Laureus World Sports el 2007, 2012 i 2017, un Premi Fair Play de la FIFA el 2007, i un Placa d'Or de la Reial Orde del Mèrit Esportiu atorgat pel Consell Superior d'Esports el 1993, entre molts altres.
El 2021, el FC Barcelona es va convertir en el primer club que va assolir una fita històrica en guanyar la Copa d'Europa de futbol tant l'equip sènior femení com el sènior masculí. A més, l'equip de futbol juvenil masculí també ha guanyat la Lliga Juvenil de la UEFA. Així doncs, el FC Barcelona ha guanyat les principals competicions europees de clubs organitzades per la UEFA en futbol sènior masculí, que és la Lliga de Campions de la UEFA, en futbol sènior femení, que és la Lliga de Campions Femenina de la UEFA, en futbol sala sènior masculí, que és la UEFA Futsal Champions League, i en futbol juvenil masculí, que és la Lliga Juvenil de la UEFA.
També és el primer club que aconsegueix en la mateixa temporada ser campió de lliga en les 6 seccions professionals (equips masculí i femení de futbol, futbol sala, bàsquet, handbol i hoquei patins), una fita assolida en la temporada 2022-23. L'únic cop que el FC Barcelona va aconseguir proclamar-se campió en totes les competicions domèstiques a què aspirava (futbol, bàsquet, handbol i hoquei patins) va ser la temporada del centenari (1998-99). En aquell moment, però, encara no s'havia integrat ni l'equip femení ni s'havia produït la professionalització del futbol sala.
El club també porta 49 anys seguits on com a mínim es guanya una Lliga en alguna de les seves seccions, són 133 títols de lliga en total durant aquest període (1977-2025), el darrer compatibilitzat és la Lliga d'hoquei sobre patins.

## Futbol
L'equip de futbol al llarg de la seva història ha guanyat un total de 141 copes en les competicions disputades per: 1) equips catalans i organitzades per la Federació Catalana de Futbol (34 copes) o per equips catalans i valencians i organitzada per les federacions catalana i valenciana (1 copa); 2) equips espanyols i organitzades per la Reial Federació Espanyola de Futbol o la Lliga de Futbol Professional (80 copes); 3) equips catalans, bascos, i francesos i organitzada per l'USFSA (Union des sociétés françaises de sports athlétiques) (4 copes); 4) equips europeus i organitzades per la Reial Federació Espanyola de Futbol, o la Unió d'Associacions Europees de Futbol o la Federació Internacional de Futbol Associació (19 copes); i 5) equips de tot el mon i organitzades per la Federació Internacional de Futbol Associació (3 copes).

### Tornejos internacionals (28)

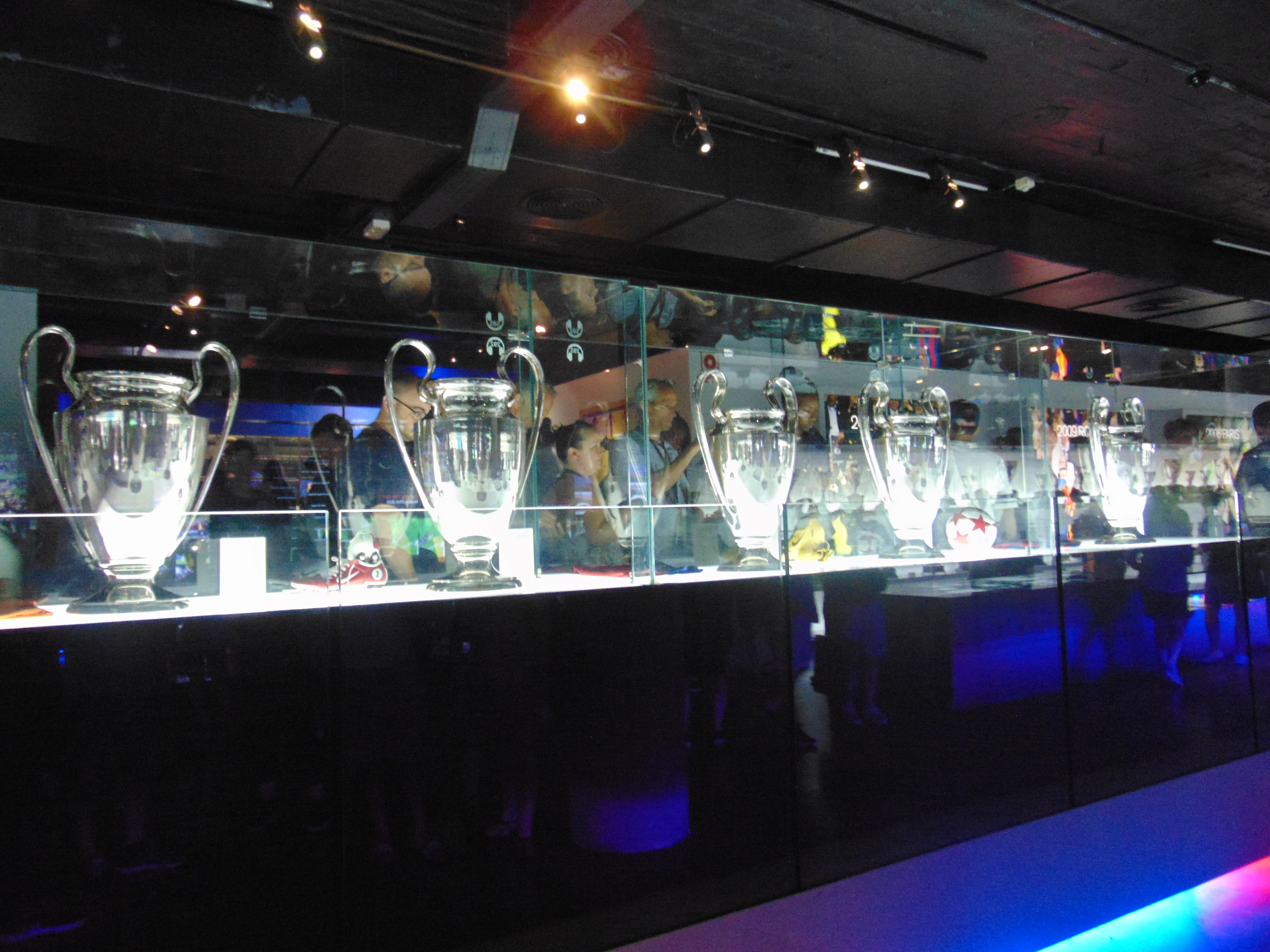
El club ha conquerit 22 trofeus internacionals oficials, els quals destaquen entre ells seves cinc Copes d'Europa.

- 3 Campionats del Món de Clubs: 2009 (2:1 vs. Estudiantes de La Plata), 2011 (4:0 vs. Santos FC) i 2015 (3:0 vs. CA River Plate)
  -  1 Subcampionat (2006)
- 1 Petita Copa del Món: 1957 (2:2 vs. Botafogo)per punts
- 5 Copes d'Europa: 1991/1992 (1:0 vs. UC Sampdoria), 2005/2006 (2:1 vs. Arsenal FC), 2008/2009 (2:0 vs. Manchester United FC) 2010/2011 (3:1 vs. Manchester United FC), 2014/2015 (3:1 vs. Juventus FC)
  - Després de guanyar la seva cinquena Copa d'Europa el 2015 té el dret a portar a la màniga esquerra de la seva equipació UEFA badge of honour.
  - 3 Subcampionats (1961, 1986, i 1994)
- 2 Copes Llatines: 1949 (2:1 vs. Sporting Clube de Portugal), 1952 (1:0 vs. Lille Olympique Sporting Club)
- 4 Recopes d'Europa: 1978/1979 (4:3 vs. Fortuna Düsseldorf), 1981/1982 (2:1 vs. Standard Liège), 1988/1989 (2:0 vs. UC Sampdoria), 1996/1997 (1:0 vs. Paris St-Germain)
  - 2 Subcampionats (1969, 1991)
- 3 Copes de Fires: 1955/1958 (2:2 - 6:0 vs. London XI), 1958/1960 (0:0 - 4:1 vs. Birmingham City FC), 1965/1966 (0:1 - 4:2 vs. Reial Saragossa)
  -  1 Subcampionat (1962)
- 1 Copa de Campions de la Copa de Fires: 1971 (2:1 vs. Leeds United)
- 5 Supercopes d'Europa: 1992 (1:1 - 2:1 vs. Werder Bremen), 1997 (2:0 - 1:1 vs. Borussia Dortmund), 2009 (1:0 vs. FC Xakhtar Donetsk), 2011 (2:0 vs. FC Porto), 2015 (5:4 vs. Sevilla FC)
  - 4 Subcampionats (1979, 1982, 1989 i 2006)
- 4 Campionats dels Pirineus: 1910 (2:1 vs Reial Societat), 1911 (4:0 vs Bons Gars de Bordeaux), 1912 (5:3 vs Stade Bordelais), 1913 (7:3 vs Bons Gars de Bordeaux)

### Tornejos nacionals (34)
- 23 Campionats de Catalunya (1901-1902 (Copa Macaya), 1902-1903 (Copa Barcelona), 1904-1905, 1908-1909, 1909-1910, 1910-1911, 1912-1913 (Campionat de la Football Associació de Catalunya), 1915-1916, 1918-1919, 1919-1920, 1920-1921, 1921-1922, 1923-1924, 1924-1925, 1925-1926, 1926-1927, 1927-1928, 1929-1930, 1930-1931, 1931-1932, 1934-1935, 1935-1936, 1937-1938)
  - 7 Subcampionats (1906-1907, 1907-1908, 1911-1912, 1914-1915, 1922-1923, 1932-1933, 1936-1937)
- 1 Lliga Catalana (1937-1938)
- 8 Copes de Catalunya (anomenada Copa Generalitat fins a 1993) (1990-1991, 1992-1993, 1999-2000, 2003-2004, 2004-2005, 2006-2007, 2012-2013, 2013-2014)
  - 8 Subcampionats: (1995-1996, 1996-1997, 1997-1998, 2000-2001, 2001-2002, 2005-2006, 2007-2008, 2009-2010)
- 2 Supercopes de Catalunya: (2014, 2017)
  - 2 Subcampionats: (2016, 2018)

### Tornejos estatals (86)

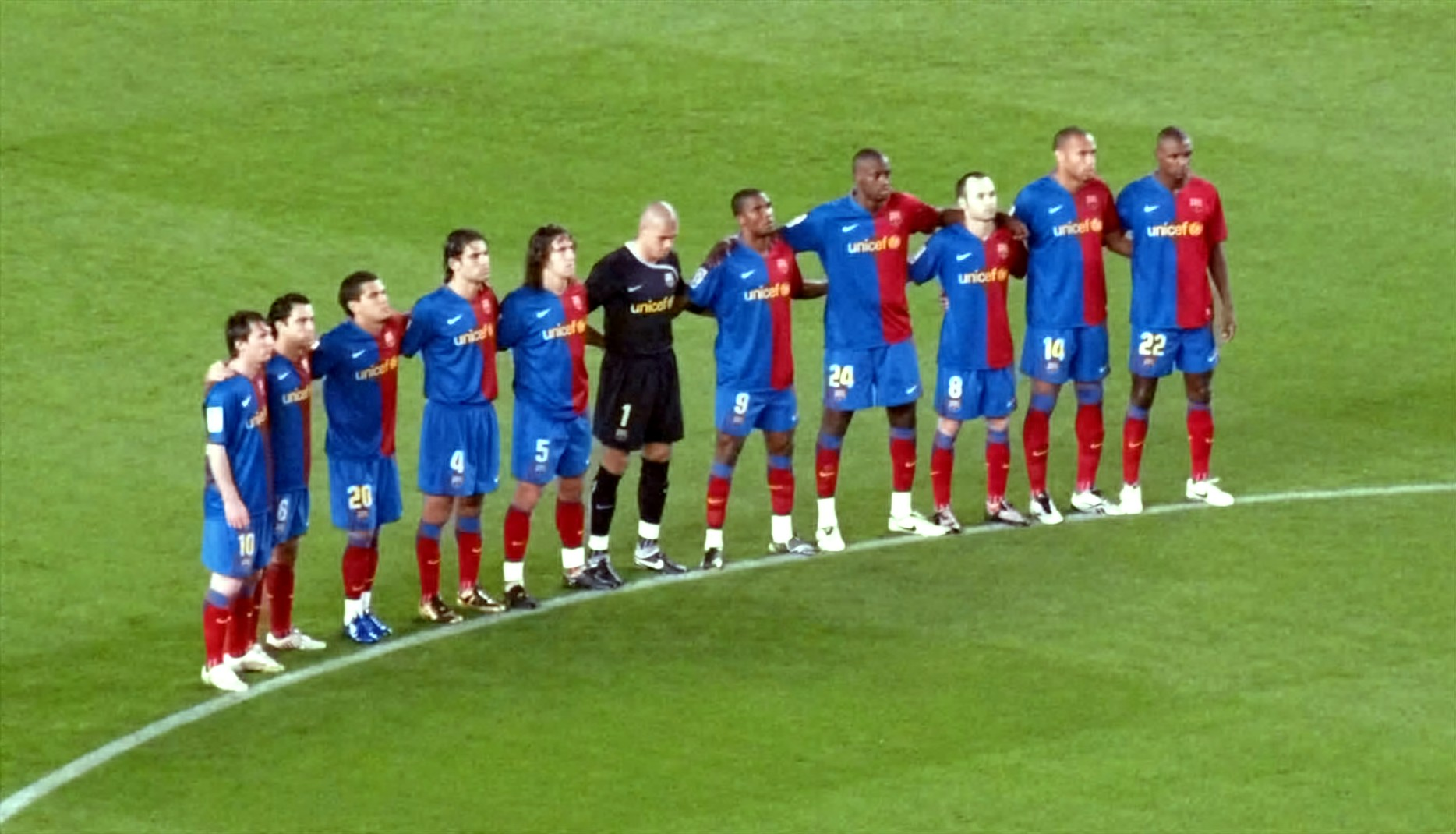
Alineació habitual del FC Barcelona a la lliga 2008-09, amb Messi, Xavi, Iniesta i companyia, en la qual va guanyar el primer triplet de la història del futbol a Espanya.

- 28 Campionats de Lliga espanyola (1928-29, 1944-45, 1947-48, 1948-49, 1951-52, 1952-53, 1958-59, 1959-60, 1973-74, 1984-85, 1990-91, 1991-92, 1992-93, 1993-94, 1997-98, 1998-99, 2004-05, 2005-06, 2008-09, 2009-10, 2010-11, 2012-13, 2014-15, 2015-16,[23] 2017-18, 2018-19, 2022-23, 2024-25)
  - 5 Trofeus de la Lliga guanyats en propietat: 1952-53 (per aconseguir 5 lligues alternes), 1992-93 (per 3 consecutives), 2005-06 (per 5 alternes), 2010-11 (per 3 consecutives), 2018-19 (per 5 alternes).
  - 28 Subcampionats (1929-30, 1945-46, 1953-54, 1954-55, 1955-56, 1961-62, 1963-64, 1966-67, 1967-68, 1970-71, 1972-73, 1975-76, 1976-77, 1977-78, 1981-82, 1985-86, 1986-87, 1988-89, 1996-97, 1999-00, 2003-04, 2006-07, 2011-12, 2013-14, 2016-17, 2019-20, 2021-22, 2023-24)
- 32 Copes del Rei (1910, 1912, 1913, 1920, 1922, 1925, 1926, 1928, 1942, 1951, 1952, 1953, 1957, 1959, 1963, 1968, 1971, 1978, 1981, 1983, 1988, 1990, 1997, 1998, 2009, 2012, 2015, 2016, 2017, 2018, 2021, 2025
  - 6 Copes del Rei guanyades en propietat: 1928 (per aconseguir 5 copes alternes), 1953 (per 3 consecutives), 1971 (per 5 alternes), 1990 (per 5 alternes), 2015 (per 5 alternes) i 2018 (per 3 consecutives).
  - 11 Subcampionats (1902, 1919, 1932, 1936, 1954, 1974, 1984, 1986, 1996, 2011, 2019)
- 15 Supercopes d'Espanya (1983, 1991, 1992, 1994, 1996, 2005, 2006, 2009, 2010, 2011, 2013, 2016, 2018, 2023, 2025)
  - 11 Subcampionats (1985, 1988, 1990, 1993, 1997, 1998, 1999, 2012, 2015, 2017, 2020, 2024)
- 2 Copes de la Lliga (1982-1983, 1985-1986)
- 3 Copes Eva Duarte de Perón (1949, 1952, 1953)
  - 2 Subcampionats (1949, 1951)
- 1 Copa del Torneig dels històrics (1948).[24]
- 1 Copa d'Or Argentina (1945).
- 1 Lliga Mediterrània (1936-1937).
- 1 Campionat Superregional Aragó-Catalunya-València: 1926.
- 1 Campionat Superregional Catalunya-Murcia-València: 1927.
- 1 Campionat Superregional Aragó-Catalunya-País Basc: 1928.

### Competicions desaparegudes (18)
- 2 Copes de la Lliga (1982-1983, 1985-1986)
- 1 Copa d'Or Argentina: (1945).
- 1 Copa del Torneig dels històrics (1948).
- 3 Copes Eva Duarte de Perón: (1949, 1952, 1953).
  - 2 Subcampionats: (1949, 1951)
- 4 Copes Duward: (1951-1952, 1955-1956, 1958-1959, 1959-1960).
- 6 Trofeus Martini Rossi (1952, 1953, 1954, 1959, 1960, 1962).
- 1 Campionat Superregional Aragó-Catalunya-València: (1926).
- 1 Campionat Superregional Catalunya-Murcia-València: (1927).
- 1 Campionat Superregional Aragó-Catalunya-País Basc: (1928).

### Tornejos amistosos

#### Tornejos amistosos en actiu (85)

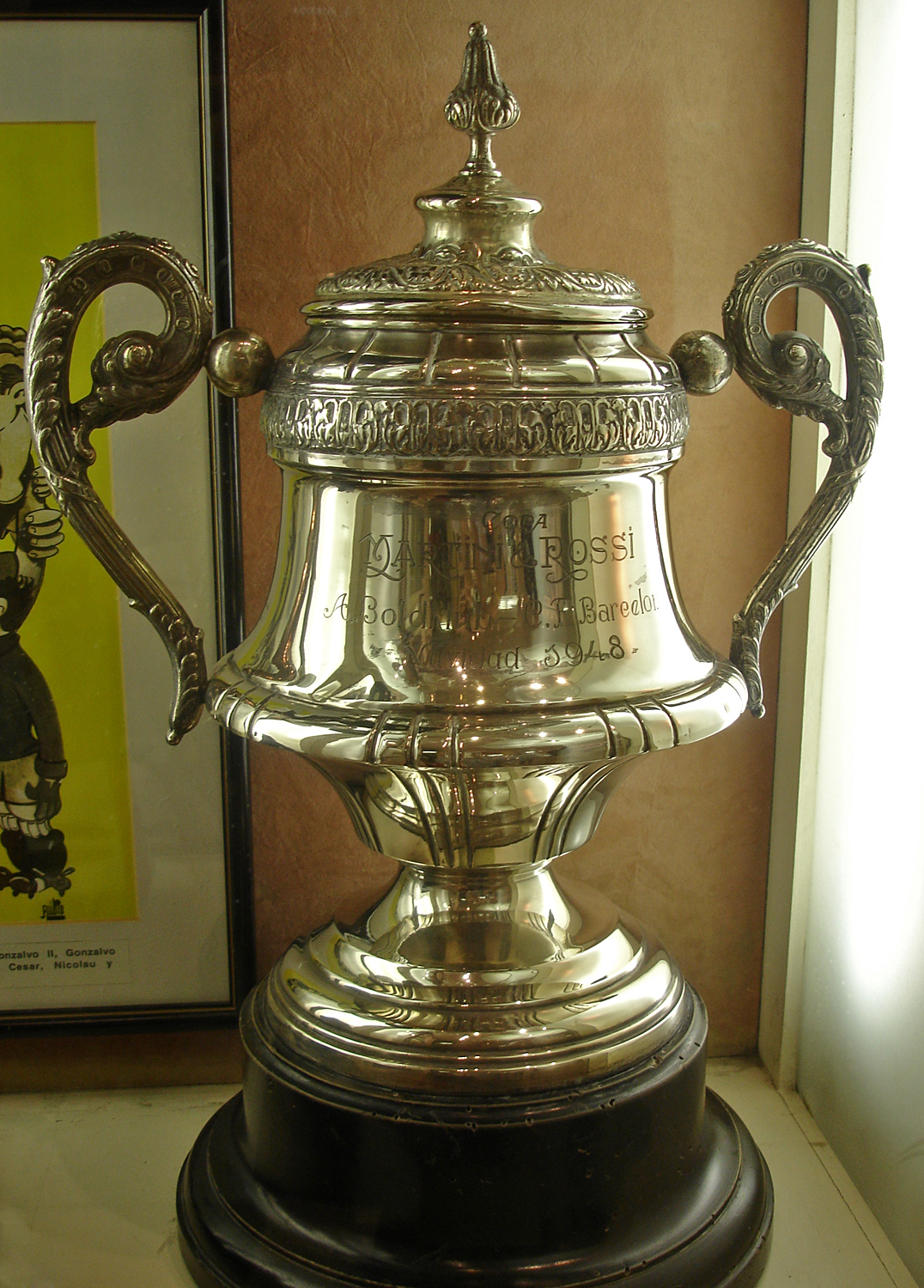
Copa Martini & Rossi guanyada pel FC Barcelona el 1948

- 46 Trofeus Joan Gamper: (1966, 1967, 1968, 1969, 1971, 1973, 1974, 1975, 1976, 1977, 1979, 1980, 1983, 1984, 1985, 1986, 1988, 1990, 1991, 1992, 1995, 1996, 1997, 1998, 1999, 2000, 2001, 2002, 2003, 2004, 2006, 2007, 2008, 2010, 2011, 2013, 2014, 2015, 2016, 2017, 2018, 2019, 2020, 2021, 2022, 2023)
  - 6 Subcampionats: (1981, 1993, 1994, 2005, 2009, 2012)
- 5 Trofeu Teresa Herrera: (1948, 1951, 1972, 1990, 1993)
- 5 Trofeus Ciutat de Palma: (1969, 1974, 1976, 1980, 1981)
- 4 Trofeus Ciudad de la Línea: (1985, 1991, 1995, 2000)
- 3 Trofeus Carranza: (1961, 1962, 2005)
  - 2 subcampionats: (1959, 1968)
- 3 Torneig Costa Brava: (1972, 1978, 1985 com a Barcelona Atlètic)
- 1 Torneig Ciutat de Barcelona:(1989)
- 1 Trofeu Taronja: (1987)
- 1 Trofeu Costa del Sol: (1977)
- 3 Trofeu Festa d'Elx: (1970, 1989, 2003)
- 1 Trofeu Ciudad de Valladolid: (1990)
- 1 Trofeo de la Vendimia: (1953)
- 1 Trofeo Ibérico: (1977)
- 1 Trofeo Costa Blanca: (1983)
- 1 Trofeo Ciudad de Zaragoza: (1985)
- 1 Trofeo Ciudad de Alicante: (1987)
- 1 Trofeu Ciutat de Lleida: (1998)
- 1 Trofeu Vila de Gràcia: (2007 com a Barça B)
- 1 Copa Franz Beckenbauer: (2007)
- 1 Memorial Artemio Franchi: (2008)
- 1 Trofeu Ciudad de Salamanca: (1994)
- 1 Audi Cup: (2011)
- 1 International Champions Cup: (2017)
- 1 Rakuten Cup: (2019)[25]
- 1 La Liga Serie A Cup: (2019)[26]
- 1 Subcampionat Trofeo Colombino: (1981)
- 2 Subcampionats Trofeu Bahía de Cartagena: (1996, 2000)

#### Tornejos amistosos desapareguts (51)
| - 1 Medalla de la Federació Gimnàstica Espanyola: 1902 (amb el segon equip) - 2 Copes Salut: 1906, 1908 - 2 Copes Sabadell: 1907, 1908 - 1 Torneig de Ferias de València: 1909 - 1 Torneig Català de Futbol: 1909 - 1 Concurs Congrés tuberculosi: 1910 - 1 Concurs F.C. España: 1910 - 1 Copa Gamper: 1914 - 1 Copa Aliados: 1919 - 1 Copa inauguració Les Corts: 1922 - 1 Trofeu Lluís Companys: 1923 - 1 Copa Palau de la Moda: 1924 - 1 Copa Mas Navas: 1925 - 2 Copes Comte de Lavern: 1925, 1926 - 1 Copa Corralè: 1927 - 1 Copa campions de copa: 1927 - 1 Copa Ajuntament de Barcelona: 1929 - 1 Copa President: 1931 - 1 Copa Macià: 1932 - 1 Torneig de l'Alger: 1932 - 1 Copa Aniversari S.L. Benfica: 1933 - 1 Torneig de Nova York: 1937 | - 1 Copa Concordia: 1944 - 1 Copa Gold: 1945 - 1 Copa Presidente: 1945 - 1 Trofeu Mallorca: 1947 - 1 Trofeu dels històrics: 1948 - 1 Trofeu del cincuentenari: 1949 - 1 Civil Governor Cup: 1949 - 6 Copes Martini Rossi: 1948, 1949, 1950, 1952, 1952, 1953 - 1 Trofeu Nacional: 1961 - 1 Trofeu Nadal: 1961 - 1 Trofeu Asoc. Prensa Baleares: 1961 - 1 Copa de tots: 1963 - 2 Copes President: 1966, 1968 - 1 Torneig Cosmos Nova York: 1969 - 1 Trofeu Mohamed V: 1969 - 1 Trofeu Faro: 1974 - 1 Torneig Nostra Catalunya: 1976 (com a Barcelona Atlètic) - 1 Trofeu Badajoz: 1977 - 1 Trofeu Ibèric: 1977 - 1 Trofeu Centenari Ajax (Torneig d'Amsterdam): 2000 - 1 Trofeu Balompédica: 2000 |

### Altres distincions (5)

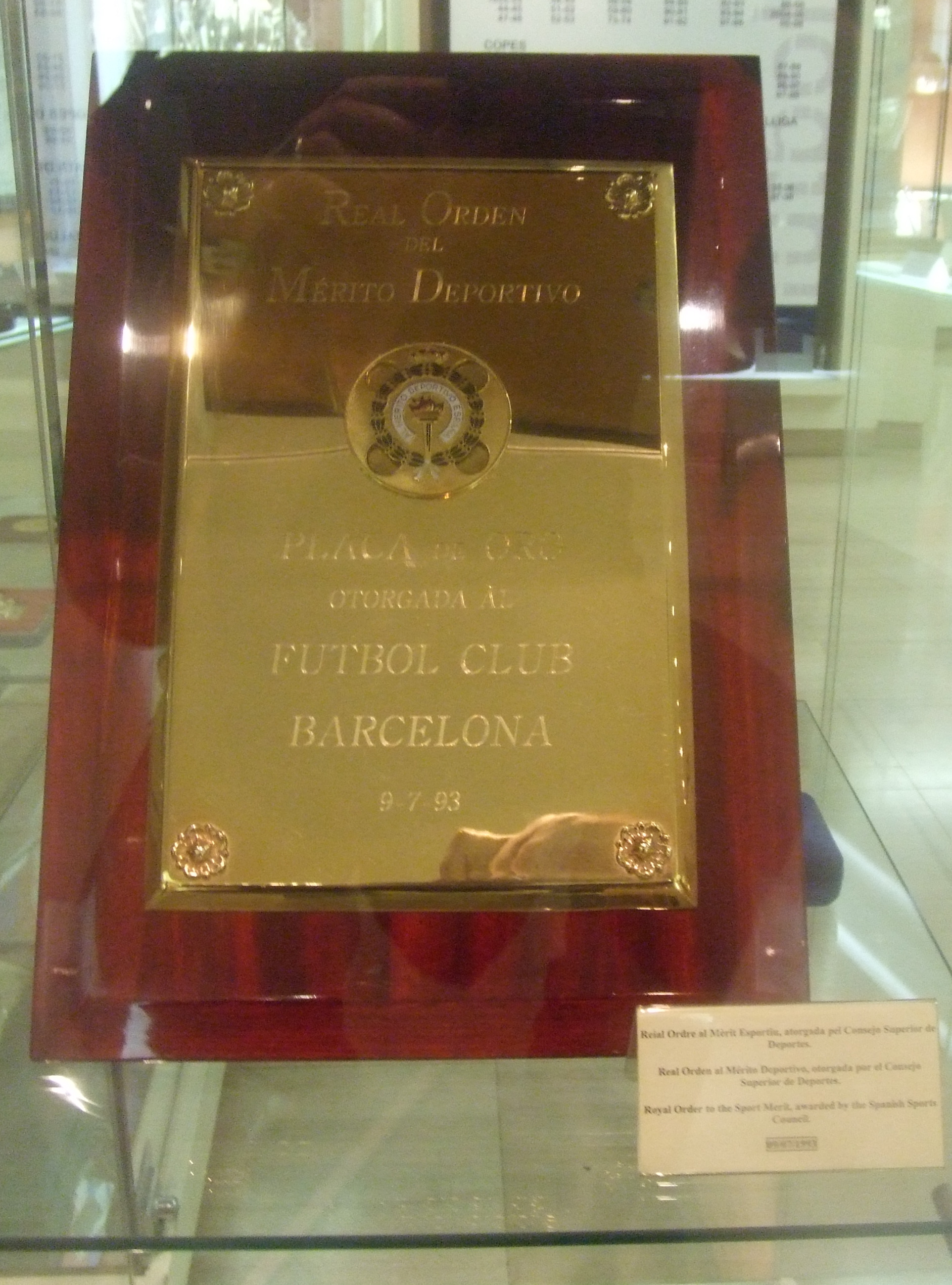
Reial Orde del Mèrit Esportiu per al FC Barcelona el 1993

Premi Laureus World Sports 2007 a l'esperit esportiu.
1 Copa Stadium: 1997 (El Rey Juan Carlos I va entregar el guardó del Consell Superior d'Esports espanyol al FC Barcelona per la seva tasca en la promoció i foment de l'esport base).

### Premis

#### Premis individuals a jugadors (168)

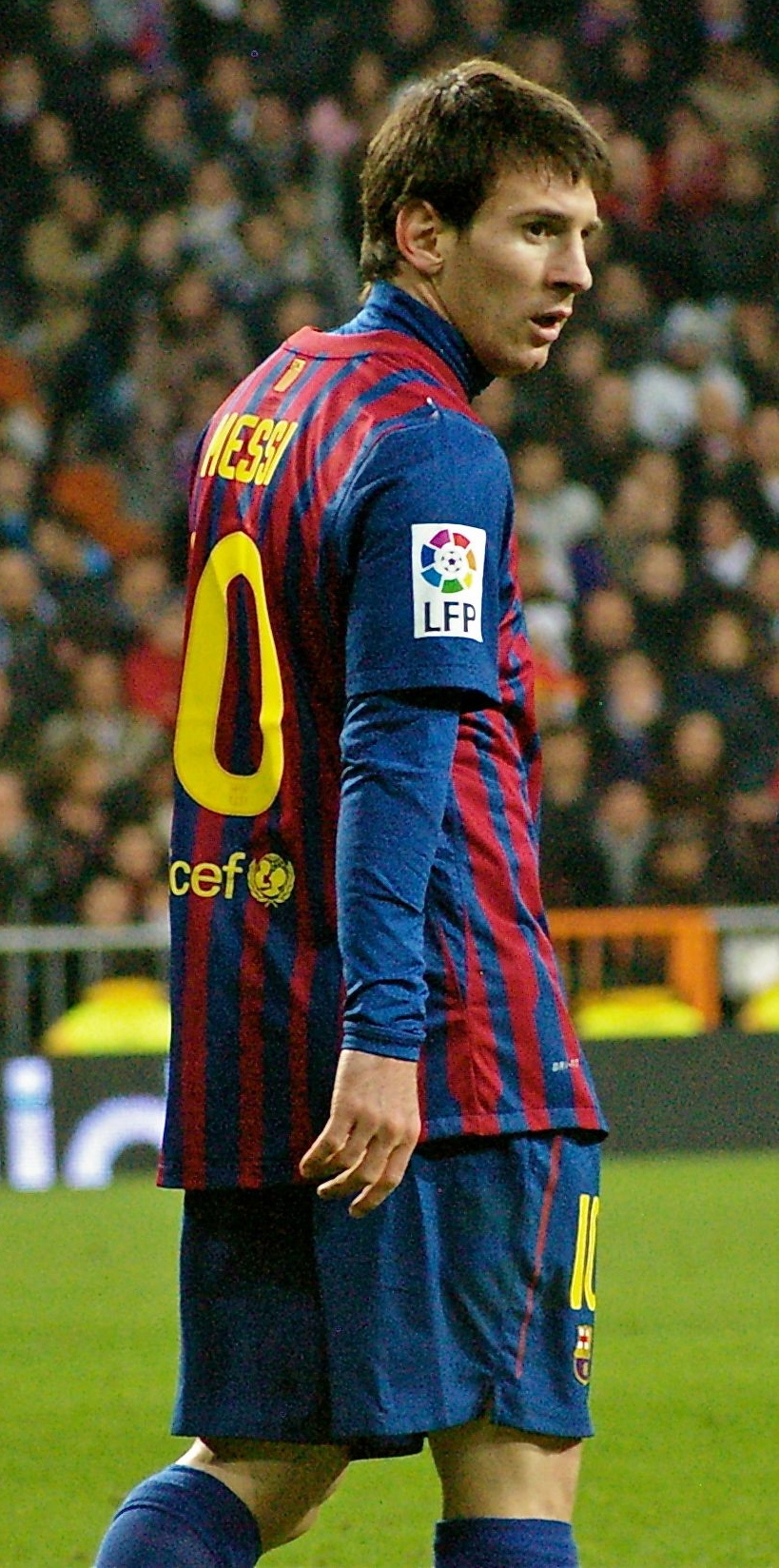
Lionel Messi, més guanyador de la Pilota d'Or del club amb sis vegedes.

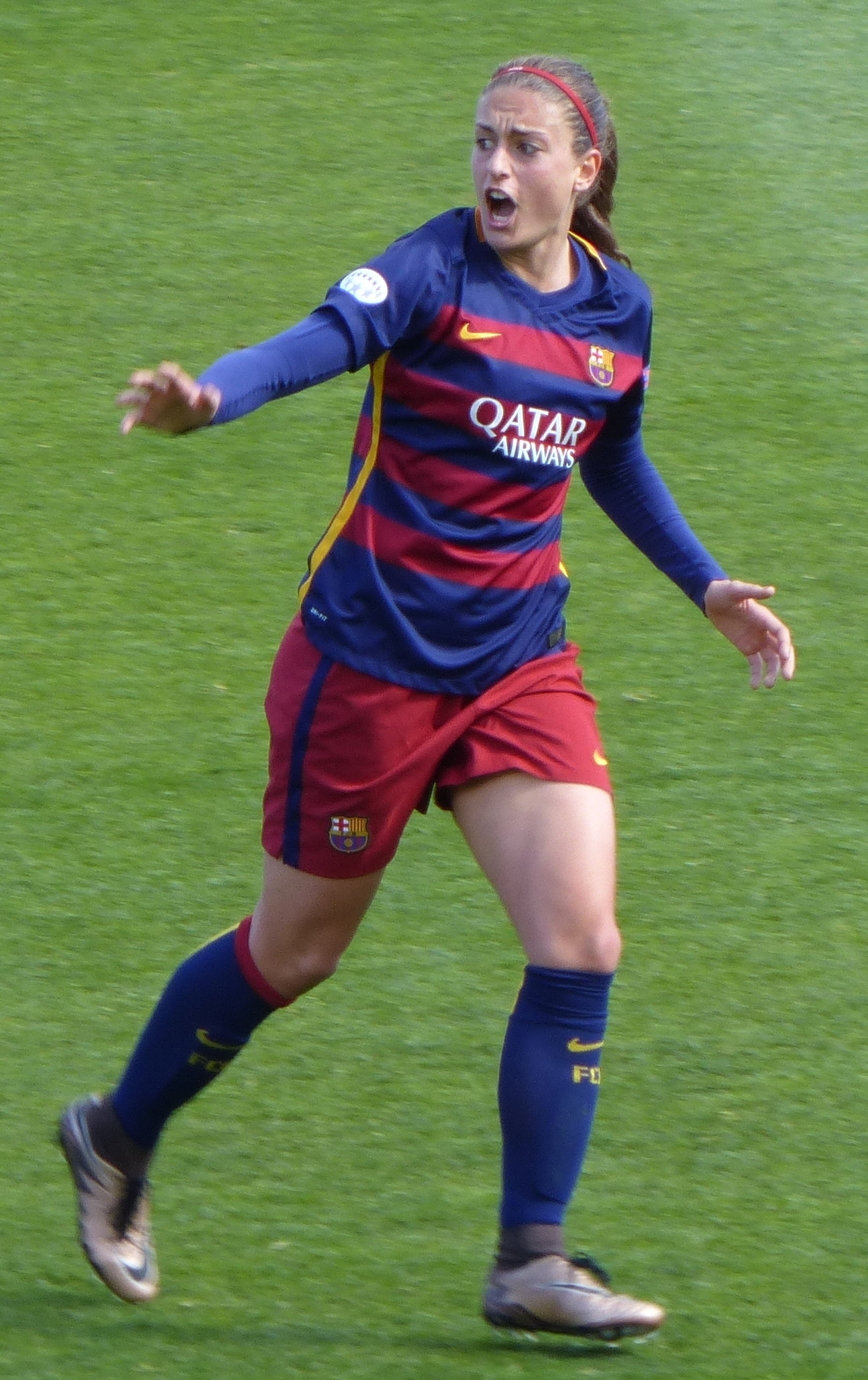
Alèxia Putellas, més guanyador de la Pilota d'Or Femenina del club, amb dos vegedes durant dos anys consecutius.

- 20 Pitxitxis: Marià Martín 1942-1943, César 1948-1949, Re 1964-1965, Rexach 1970-1971, Krankl 1978-1979, Quini 1980-1981, Quini 1981-1982, Romário 1993-1994, Ronaldo 1996-1997, Samuel Eto'o 2005-2006, Messi 2009-2010, Messi 2011-2012, Messi 2012-2013, Luís Suárez 2015-2016, Messi 2016-2017, Messi 2017-2018, Messi 2018-2019, Messi 2019-2020, Messi 2020-2021, Robert Lewandowski 2022-2023.
- 21 Trofeus Zamora: Velasco 1947-1948, Ramallets 1951-1952, Ramallets 1955-1956, Ramallets 1956-1957, Ramallets 1958-1959, Ramallets 1959-1960, Pesudo 1965-1966, Sadurní 1968-1969, Sadurní 1973-1974, Sadurní 1974-1975, Reina 1972-1973, Artola 1977-1978, Urruti 1983-1984, Zubizarreta 1986-1987, Víctor Valdés (2004-2005, 2008-2009, 2009-2010, 2010-2011 i 2011-2012), Claudio Bravo 2015-2016, Marc-André ter Stegen 2022-23.
- 12 Pilotes d'Or Masculina:[28] Luis Suárez 1960, Johan Cruyff 1973 i 1974, Hristo Stoítxkov 1994, Rivaldo 1999, Ronaldinho 2005, Messi 2009, 2010, 2011, 2012, 2015, i 2019.
  - Finalistes de la Pilota d'Or: (Hans Krankl 1978, Bernd Schuster 1980, Gary Lineker 1986, Hristo Stoichkov 1992, Ronaldo 1996, Deco 2004, Lionel Messi 2008, Xavi Hernández 2010, Iniesta 2010, Lionel Messi 2013, Lionel Messi 2014, Lionel Messi 2016)
- 3 Premi al Millor Jugador de la UEFA: Messi 2011, 2015, Andrés Iniesta 2012.
- 1 Premi The Best al millor jugador de la FIFA: Lionel Messi 2019
- 6 FIFA World Player: Romário 1994, Ronaldo 1996, Rivaldo 1999, Ronaldinho 2004, Ronaldinho 2005, Leo Messi 2009, Leo Messi 2010.
  - Finalistes del FIFA World Player: (Hristo Stoichkov 1992, Romario 1993, Lionel Messi 2007 i 2008, Xavi 2009, Andrés Iniesta 2010)
- 8 Botes d'Or: Ronaldo (1996-1997), Messi (2009-2010, 2011-2012, 2012-2013 i 2016-2017, 2017-2018, 2018-2019), Luís Suárez (2015-2016).
  - 5 Segones posicions: Samuel Eto'o (2004-2005 i 2008-2009), Messi (2010-2011, 2013-2014 i 2014-2015).
- 2 Millor jugador africà: Samuel Eto'o 2004 i 2005.
  - 1 Segona posicions: Samuel Eto'o 2006
- 3 Trofeus Bravo: Josep Guardiola 1992, Ronaldo 1997, Messi 2007.
- 4 Premi Golden Boy: Leo Messi 2005, Pedro González 'Pedri' 2021, Pablo Páez 'Gavi' 2022, Lamine Yamal 2024.
- 3 Trofeu Kopa: Pedro González 'Pedri' 2021, Pablo Páez 'Gavi' 2022, Lamine Yamal 2024
- 3 Premis FIFpro al millor jugador del món: Ronaldinho (2005 i 2006) i Leo Messi (2009).
- 3 Premis FIFpro al millor jugador jove del món: Messi 2005-2006 i 2006-2007 i 2007-2008.
- 7 Premis FIFpro al millor onze del món (Defenses): Gianluca Zambrotta (2006), Lilian Thuram (2006), Puyol (2007 i 2008), 2010) i Dani Alves (2009), Piqué (2010).[29]
- 6 Premis FIFpro al millor onze del món (Migcampistes): Ronaldinho (2005), Xavi Hernández (2008, 2009 i 2010) i Andrés Iniesta (2009 i 2010)
- 9 Premis FIFpro al millor onze del món (Davanters): Samuel Eto'o (2005 i 2006), Ronaldinho (2006 i 2007), Lionel Messi (2007, 2008, 2009 i 2010 i David Villa (2010)
- 1 Premi FIFpro al mèrit: Samuel Eto'o (2006)
- 6 Premis World Soccer al millor jugador de l'any: Ronaldo (1996 i 1997), Ronaldinho (2004 i 2005), Leo Messi (2009), Xavi (2010)[30]
- 3 Premis World Soccer al millor jugador jove de l'any: Leo Messi (2006, 2007 i 2008)
- 5 Premis Onze d'or al millor jugador de l'any: Hristo Stoítxkov (1992), Romário (1994), Rivaldo (1999), Ronaldinho (2005), Leo Messi (2009).
- 14 Premis Don Balón al millor jugador estranger de la Lliga: Neeskens (1975 - 1976), Johan Cruyff (1976 - 1977 i 1977 - 1978), Schuster (1984 - 1985), Laudrup (1991 - 1992), Stoítxkov (1993 - 1994), Ronaldo (1996 - 1997), Rivaldo (1997 - 1998), Figo (1998 - 1999 i 1999 - 2000), Ronaldinho (2003 - 2004 i 2005 - 2006), Leo Messi (2006-2007 i 2008-2009).
- 6 Premis Don Balón al millor jugador espanyol de la Lliga: Migueli (1977 - 1978 i 1984 - 1985), Zubizarreta (1986 - 1987), Goikoetxea (1990 - 1991), Xavi (2004 - 2005), Iniesta (2008-2009).
- 9 Premis Don Balón al jugador revelació de la Lliga: Luís Milla (1988 - 1989), Sergi (1993 - 1994), Iván de la Peña (1995 - 1996), Celades (1997 - 1998), Puyol (2000 - 2001), Xavi (1998 - 1999), Thiago Motta (2002 - 2003), Bojan Krkić (2007-2008), Gerard Piqué (2008-2009).
- 1 Premi LFP al millor defensa: Dani Alves (2008-2009).[31]
- 1 Premi LFP al millor migcampista: Xavi (2008-2009).[31]
- 1 Premi LFP al millor migcampista ofensiu: Iniesta (2008-2009).[31]
- 1 Premi LFP al millor davanter: Leo Messi (2008-2009).[31]
- 1 Premi LFP al millor jugador: Leo Messi (2008-2009).[31]
- 1 Premi LFP al jugador revelació: Sergi Busquets (2008-2009).[31]
- 1 Premi al millor defensa de la Lliga de Campions: Carles Puyol (2005-2006)
- 2 Premis al millor migcampista de la Lliga de Campions: Deco (2005-2006), Xavi (2008-2009)
- 3 Premis al millor davanter de la Lliga de Campions: Ronaldinho (2004-2005) i Samuel Eto'o (2005-2006), Leo Messi (2008-2009)
- 2 Premis al millor jugador de la Lliga de Campions: Ronaldinho (2005-2006), Leo Messi (2008-2009)
- 3 Premis al millor gol de la Lliga de Campions: Ronaldinho (2004-2005 Barça - AC Milà) i Samuel Eto'o (2005-2006 Barça - Panatinaikos), Leo Messi (2008-2009 Barça - Olimpique de Lió)
- 3 Trofeus Zarra: Julio Salinas 1988-1989, Julio Salinas 1989-1990, Luis Enrique 1997-1998
- 1 Trofeu Alfredo di Stefano: Lionel Messi 2008-2009
  - 1 Segona posició: Andres Iniesta 2008-2009
- 1 Premi IFFHS al millor migcampista del món: Xavi Hernández (2008-2009)

*Van rebre el premi recent fitxats per un altre club.

#### Premis individuals a entrenadors (16)
- 2 Premi World Soccer al millor entrenador de l'any: Venables (1985) i Pep Guardiola (2009)
- 6 Premis Don Balón al millor entrenador de la Lliga: Venables (1984 - 1985), Johan Cruyff (1990 - 1991 i 1991 - 1992), Frank Rijkaard (2004 - 2005 i 2005 - 2006), Pep Guardiola (2008-2009)
- 4 Premis Onze d'or al millor entrenador de l'any: Johan Cruyff (1992 i 1994), Frank Rijkaard (2006), Pep Guardiola (2009)
- 2 Premis IFFHS al millor entrenador del món: Frank Rijkaard (2006), Pep Guardiola (2009)
- 1 Premi LFP al millor entrenador de la temporada: Pep Guardiola (2008-2009)[31]
- 1 Premi Marca al millor entrenador de la temporada: Pep Guardiola (2008-2009)[32]

#### Premis a l'equip (6)
- 2 Trofeus IFFHS: Concedit al millor equip del món de l'any segons la IFFHS (1997-2009).
- 2 Premi World Soccer a l'equip de l'any: (2006) i (2009)
- 1 Premi al joc net: Atorgat per la FEF (2006)
- 1 Premi FIFpro pels jugadors per la pau (2006)

## Futbol filial i juvenil

### Tornejos estatals (7)
- 5 Campionats de Segona Divisió B: 1981-1982, 1990-1991, 1997-1998, 2001-2002, 2016-2017
- 2 Campionats de la Tercera Divisió: 1973-1974, 2007-2008

#### Altres distincions
- 2 Premis al joc net: Atorgat per la FEF: 1999 i 2011

### Tornejos internacionals (6)
- 3 Lliga Juvenil de la UEFA: 2014, 2018, 2025
- 3 Copa Juvenil de la FIFA /Blue Stars: 1993, 1994, 1995

### Tornejos estatals (48)
- 19 Copes del Rei Juvenil: 1951, 1959, 1973, 1974, 1975, 1976, 1977, 1980, 1986, 1987, 1989, 1994, 1996, 2000, 2002, 2005, 2006, 2011, 2025
  - 9 Subcampionats: 1953, 1978, 1985, 1988, 1990, 1991, 1993, 1997, 2008
- 8 Lligues Nacionals: 1977-78, 1978-79, 1979-80, 1980-81, 1981-82, 1982-83, 1984-85, 1985-86
  - 2 Subcampionats: 1976-77, 1983-84
- 16 Divisions d'Honor Grup III: 1999/2000, 2000/01, 2004/05, 2005/06, 2008/09, 2009/10, 2010-11, 2012/13, 2013/14, 2016/17, 2017/18, 2019/20, 2020/21, 2021/22, 2022/23, 2024/25
  - 7 subcampionats: 1997-98, 2001-02, 2002-03, 2006-07, 2007-08, 2011-12, 2018-19
- 1 Superlliga / Lliga d'Honor sub-19: 1993/94
  - 3 Subcampionats: 1986-87, 1987-88, 1990/91
- 4 Copes de Campions: 2004/05, 2008/09, 2010-11, 2021-22
  - 2 Subcampionats: 1999-2000, 2020-21

## Bàsquet

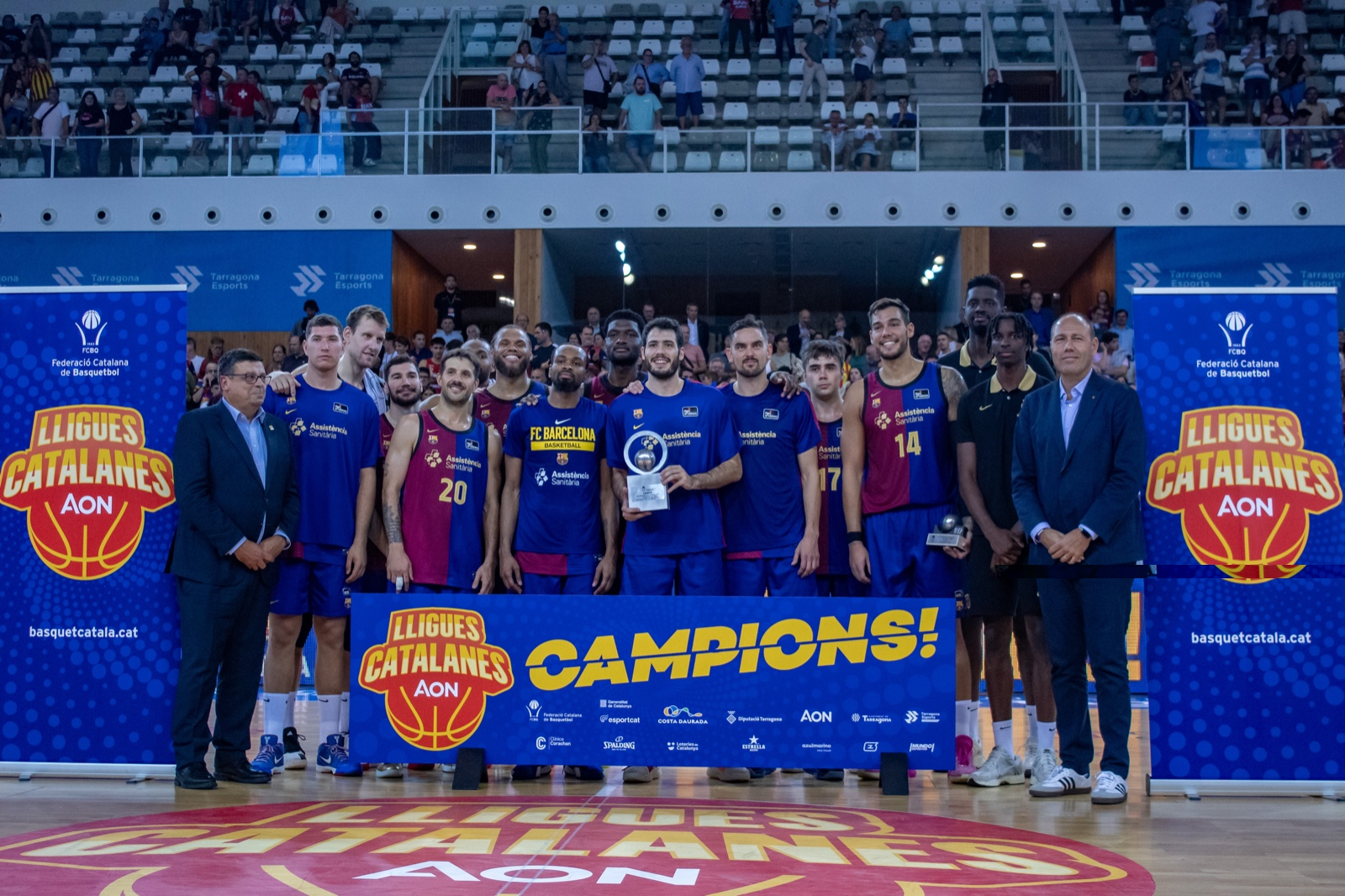
Celebració del campionat a la Lliga catalana 2024-2025

### Tornejos internacionals (10)
- 1 Mundial de Clubs: (1984-1985)
  - 1 Subcampionat: (1987)
- 2 Copes d'Europa/Eurolliga: (2002-2003) (2009-2010)
  - 6 Subcampionats: (1984, 1990, 1991, 1996, 1997, 2021)
- 2 Recopa d'Europa/Copa Saporta: (1984-1985, 1985-1986)
  - 1 Subcampionats: (1981)
- 2 Copa Korac: (1986-1987, 1998-1999)
  - 1 Subcampionat: (1975)
- 1 Supercopa d'Europa: (1986-87)
- 2 Copes del Torneig internacional ACB: (1983-84, 1986-87)
  - 1 Subcampionat: (1987-88)

### Tornejos nacionals (39)
- 24 Lliga Catalana masculina de Bàsquet: (1980-1981, 1981-1982, 1982-1983, 1983-1984, 1984-1985, 1985-1986, 1989-1990, 1993-1994, 1995-1996, 2000-2001, 2001-2002, 2004-2005, 2009, 2010, 2011, 2012, 2013, 2014, 2015, 2016, 2017, 2019, 2022, 2023)
  - 15 Subcampionats: (1987, 1988, 1989, 1991, 1992, 1993, 1995, 2003, 2004, 2006, 2007, 2008, 2018, 2020, 2021)
- 9 Campionat de Catalunya de bàsquet: (1942, 1943, 1945, 1946, 1947, 1948, 1950, 1951, 1955)
  - 3 Subcampionats: (1928, 1949, 1953)
- 2 Trofeu Vicente Bosch: 1954, 1956
- 4 Copa Barcelona-Trofeu General Orgaz: 1941-1942, 1942-1943, 1943-1944, 1948-1949
  - 2 Subcampionats: 1947-1948, 1950-1951

### Tornejos estatals (55)
- 20 Lliga Espanyola/Lliga ACB: (1958-1959, 1980-1981, 1982-1983, 1986-1987, 1987-1988, 1988-1989, 1989-1990, 1994-1995, 1995-1996, 1996-1997, 1998-1999, 2000-2001, 2002-2003, 2003-2004, 2008-2009, 2010-2011, 2011-2012, 2013-2014, 2020-2021, 2022-23)
  - 21 Lliga Espanyola/Subcampionats: (1957, 1974, 1975, 1976, 1977, 1979, 1980, 1982, 1984, 1986, 1991, 1994, 2000, 2007, 2008, 2010, 2013, 2015, 2016, 2019, 2022)
- 27 Copa del Rei: (1942-1943, 1944-1945, 1945-1946, 1946-1947, 1948-1949, 1949-1950, 1958-1959, 1977-1978, 1978-1979, 1979-1980, 1980-1981, 1981-1982, 1982-1983, 1986-1997, 1987-1988, 1990-1991, 1993-1994, 2000-2001, 2002-2003, 2006-2007, 2009-2010, 2010-2011, 2012-2013, 2017-2018, 2018-2019, 2020-21, 2021-22)
  - 12 Subcampionats: (1942, 1951, 1961, 1977, 1984, 1989, 1996, 2002, 2012, 2014, 2015, 2024)
- 6 Supercopa d'Espanya: (1988, 2004, 2009, 2010, 2011, 2015)
  - 8 Subcampionats: (2012, 2013, 2014, 2016, 2019, 2020, 2021, 2022)
- 1 Copa Príncep d'Astúries: (1987-88)
  - 1 Subcampionat: (1989)
- 1 Torneig Ibèric: (1947-48)

### Premis

#### Premis individuals a jugadors (39)
- 2 Euroleague Final Four MVP: Dejan Bodiroga 2003, Juan Carlos Navarro 2010
- 10 MVP Copa del Rei: Pau Gasol 2001, Dejan Bodiroga 2003, Jordi Trias 2007, Fran Vázquez 2010, Alan Anderson 2011, Pete Mickeal 2013, Thomas Heurtel 2018, Thomas Heurtel 2019, Cory Higgins 2021, Nikola Mirotic 2022
- 1 MVP Euroleague: Juan Carlos Navarro (2008-2009)
- 2 MVP ACB: Juan Carlos Navarro (2005-2006 i 2010-2011)[33]
- 12 MVP Final ACB: Xavi Fernández 1996, Roberto Dueñas 1997, Derrick Alston 1999, Pau Gasol 2001, Sarunas Jasikevicius 2003, Dejan Bodiroga 2004, Juan Carlos Navarro 2009, Juan Carlos Navarro 2011, Erazem Lorbek 2013, Juan Carlos Navarro 2014, Nikola Mirotic 2021, Nikola Mirotic 2023
- 1 MVP Final de la Copa del Rei: Jordi Trias (2006-2007)
- 5 MVP Final Supercopa d'Espanya: Dejan Bodiroga (2004), Juan Carlos Navarro (2009),[34] Juan Carlos Navarro 2010, Juan Carlos Navarro 2011, Pau Ribas 2015
- 5 MVP Lliga Catalana: Arturas Karnisovas (1995), Juan Carlos Navarro (2000), Roberto Dueñas (2004), Ricky Rubio (2009), Terence Morris 2010
- 1 ACB Slam Dunk Campion: Francisco Elson 2001

## Handbol

### Tornejos nacionals (10)
- 10 Campionat de Catalunya: (1943-44, 1944-45, 1945-46, 1946-47, 1948-49, 1950-51, 1953-54, 1954-55, 1956-57, 1957-58)
  - 3 Subcampionats: (1947-48, 1949-50, 1951-52)

### Tornejos estatals (6)
- 6 Campionat d'Espanya: (1944-45, 1945-46, 1946-47, 1948-49, 1950-51, 1956-57)
  - 2 Subcampionats: (1943-44, 1953-54)

### Handbol a set

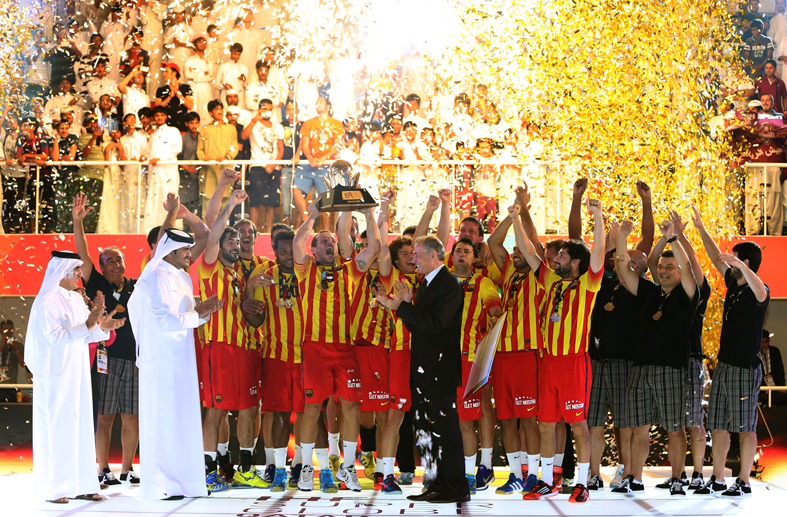
Celebració del campionat al Campionat del Món de clubs 2013

### Tornejos internacionals (31)
- 5 Campionats del Món de Clubs: (2013,[35][36] 2014, 2017, 2018, 2019)
  - 1 Subcampionat: (2021)
- 12 Copes d'Europa: (1990-1991, 1995-1996, 1996-1997, 1997-1998,1998-1999, 1999-2000, 2004-2005, 2010-2011, 2014-15, 2020-21, 2021-22, 2023-24)
  - 5 Subcampionats: (1989-1990, 2000-2001, 2009-10, 2012-13, 2019-20)
- 5 Recopes d'Europa: (1983-1984, 1984-1985, 1985-1986, 1993-1994, 1994-1995)
- 1 Copa EHF: (2002-2003)
  - 1 Subcampionat: (2002)
- 5 Supercopes d'Europa: (1996, 1998, 1999, 2003, 2004)
  - 1 Subcampionat: (2000)
- 3 Supercopes Ibèrica (2022-2023, 2023-2024, 2024-2025)

### Tornejos nacionals (36)
- 12 Lligues Catalanes: (1981-82, 1982-83, 1983-84, 1984-85, 1986-87, 1987-88, 1990-91, 1991-92, 1992-93, 1993-94, 1994-95, 1996-97)
  - 3 Subcampionats: (1988-89, 1989-90, 1995-96)
- 12 Lligues dels Pirineus: (1997-98, 1998-99, 1999-2000, 2000-01, 2001-02, 2003-04, 2005-06, 2006-07, 2007-08, 2009-10, 2010-11, 2011-12)
  - 3 Subcampionats: (2002-03, 2004-05, 2008-09)
- 12 Supercopa de Catalunya: (2012-13, 2014-15, 2015-16, 2016-17, 2017-18, 2018-19, 2019-20, 2020-21, 2021-22, 2022-23, 2023-24, 2024-25)

### Tornejos estatals (105)
- 32 Lligues Espanyoles/Lliga ASOBAL (1968-69, 1972-73, 1979-80, 1981-82, 1985-86, 1987-88, 1988-89, 1989-90, 1990-91, 1991-92, 1995-96, 1996-97, 1997-98, 1998-99, 1999-2000, 2002-03, 2005-06, 2010-11, 2011-12, 2012-13, 2013-14, 2014-15, 2015-16, 2016-17, 2017-18, 2018-19, 2019-20, 2020-21, 2021-22, 2022-23, 2023-24, 2024-25)
  - 20 Subcampionats: (1968, 1971, 1975, 1981, 1983, 1984, 1985, 1987, 1995, 2001, 2002, 2004, 2008, 2009)
- 29 Copes del Rei (1968-1969, 1971-1972, 1972-1973, 1982-1983, 1983-1984, 1984-1985, 1987-1988, 1989-1990, 1992-1993, 1993-1994, 1996-1997, 1997-1998, 1999-2000, 2003-2004, 2006-2007, 2008-2009, 2009-2010, 2013-2014, 2014-2015, 2015-2016, 2016-2017, 2017-2018, 2018-2019, 2019-20, 2020-21, 2021-22, 2022-23, 2023-24, 2024-25)
  - 14 Subcampionats: (1958, 1971, 1974, 1977, 1981, 1986, 1989, 1992, 1996, 1999, 2002, 2003, 2005, 2008)
- 18 Copes ASOBAL (1994-1995, 1995-1996, 1999-2000, 2000-2001, 2001-2002, 2009-2010, 2011-12, 2012-13, 2013-14, 2014-15, 2015-16, 2016-17, 2017-18, 2018-19, 2019-20, 2020-21, 2021-22, 2022-23)
  - 5 Subcampionats: (1994, 1999, 2003, 2004, 2009)
- 24 Supercopes d'Espanya (1986-87, 1988-89, 1989-90, 1990-91,1991-92, 1993-94, 1996-97, 1997-98, 1999-00, 2000-01, 2003-04, 2006-07, 2008-2009, 2009-2010, 2012-13, 2013-14, 2014-15, 2015-16, 2016-17, 2017-18, 2018-19, 2019-20, 2020-21, 2021-22)
  - 4 Subcampionats: (1986, 1995, 2005, 2008)
- 2 Copes d'Espanya (2023-24, 2024-25)

### Individual (3)
- 2 Premis IFH al millor porter del món: David Barrufet (2001 i 2002)
- 1 IHF World Player of the Year: Rafael Guijosa (1999)

## Hoquei patins

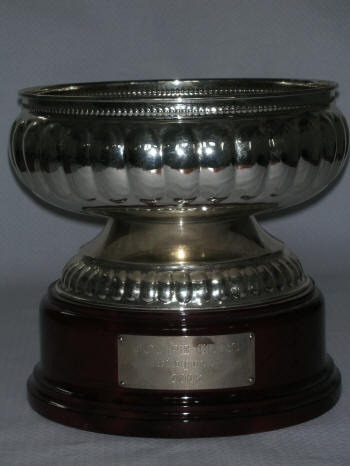
Copa de la CERS

### Tornejos internacionals (61)
- 7 Copes Intercontinentals (1983, 1998, 2006, 2008, 2014, 2018, 2024)
  - 1 Subcampionats: (1987)
- 22 Copes d'Europa (1972-73, 1973-74, 1977-78, 1978-79, 1979-80, 1980-81, 1981-82, 1982-83, 1983-84, 1984-85, 1996-97, 1999-00, 2000-01, 2001-02, 2003-04, 2004-05, 2006-07, 2007-08, 2009-10, 2013-14,[37] 2014-15, 2017-18)
  - 4 Subcampionats: (1975, 1976, 1996, 2012)
- 1 Recopes d'Europa (1986-87)
- 1 Copa de la CERS (2005-06)
  - 1 Subcampionats: (1990)
- 18 Copes Continentals (1979-80, 1980-81, 1981-82, 1982-83, 1983-84, 1984-85, 1996-97, 1999-00, 2000-01, 2001-02, 2003-04, 2004-05, 2005-06, 2006-07, 2007-08, 2009-10, 2014-15, 2017-18)
  - 2 Subcampionats: (1986-87, 2013-14)
- 3 Copa Ibèrica d'hoquei patins (1999-00, 2000-01, 2001-02)
- 3 Copa de les Nacions: (1977/78, 1979/80, 1994/95)
- 6 Tornejos Ciutat de Vigo: (1996, 1997, 2000, 2001, 2004, 2007)

### Tornejos nacionals (10)
- 2 Campionat de Catalunya: (1957, 1960)
  - 4 Subcampionats: 1943, 1955, 1958, 1963

- 8 Lligues catalanes: (1994/95, 1995/96, 1996/97, 1997/98, 2018/19, 2019/20, 2020/21, 2021/22)
  - 3 Subcampionats: (1998/99, 2015/16, 2023/24)

### Tornejos estatals (75)
- 35 OK Lligues / Lligues espanyoles (1973-74, 1976-77, 1977-78, 1978-79, 1979-80, 1980-81, 1981-82, 1983-84, 1984-85, 1995-96, 1997-98, 1998-99, 1999-00, 2000-01, 2001-02, 2002-03, 2003-04, 2004-05, 2006-07, 2007-08, 2008-2009, 2011-12, 2013-14, 2014-15, 2015-16, 2016-17, 2017-18, 2018-19, 2019-20, 2020-21, 2022-23, 2023-24, 2024-25)
  - 9 Subcampionats: (1972, 1975, 1983, 1986, 1987, 1994, 1995, 1997, 2013)
- 26 Copes del Rei / Copes espanyoles (1953, 1958, 1963, 1972, 1975, 1978, 1979,1981, 1985, 1986, 1987, 1994, 2000, 2002, 2003, 2005, 2007, 2011, 2012, 2016, 2017, 2018, 2019, 2022, 2023, 2024)
  - 14 Subcampionats: (1955, 1956, 1957, 1960, 1969, 1974, 1977, 1980, 1984, 2006, 2009, 2014, 2015, 2021)
- 14 Supercopes espanyoles: (2004-05, 2005-06, 2007-08, 2008-09, 2011-12, 2012-13, 2013-14, 2014-15, 2015-16, 2017-18, 2020-21, 2022-23, 2023-24, 2024-25)
  - 6 Subcampionats: (2006-07, 2009-10, 2010-11, 2018-19, 2019-20, 2021-22)

### Individual (1)
- 1 Premi Clarín al millor jugador del Mundial: David Páez

## Futbol sala

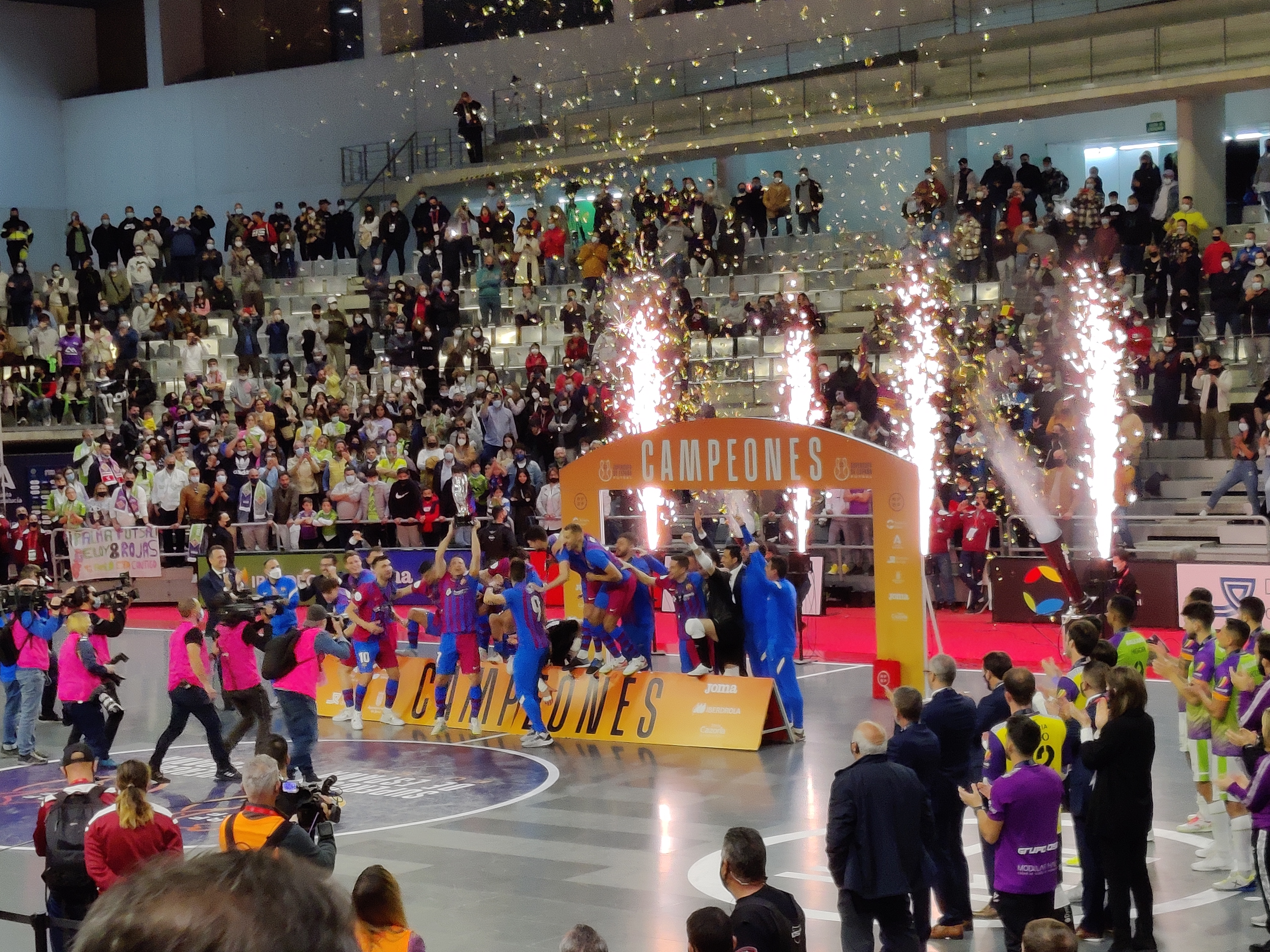
Celebració del campionat a la Supercopa espanyola 2022

### Tornejos internacionals (5)
- 4 UEFA Futsal Cup: (2011-12, 2013-14, 2019-20, 2021-22)
  - 3 Subcampionats: (2014-15, 2020-21, 2023-24)
- 1 Recopa d'Europa: (1989-90)

### Tornejos nacionals (11)
- 11 Copes de Catalunya: (1999-2000, 2008-2009, 2009-2010, 2010-2011, 2013-14, 2014-15,[38] 2015-16, 2016-17, 2017-18, 2018-19, 2022-23)
  - 4 Subcampionats: (2006-07, 2012-13, 2019-2020, 2023-24, 2024-25)

### Tornejos estatals (27)
- 7 Lliga espanyola de futbol sala: (2010-11, 2011-2012, 2012-13, 2018-19, 2020-21, 2021-22, 2022-23)
  - 3 Subcampionats: (2015-16, 2016-17, 2017-18)
- 7 Copa d'Espanya: (2010-11, 2011-2012, 2012-13, 2018-19, 2019-20, 2021-22, 2023-24)
  - 2 Subcampionats: (2014-15, 2020-21)
- 4 Supercopa espanyola de futbol sala: (2013, 2019, 2022, 2023)
  - 3 Subcampionats: (2011, 2021, 2024)
- 8 Copa del Rei: (2010-11, 2011-2012, 2012-13,[39] 2013-14, 2017-18, 2018-19, 2020-21, 2022-23)
- 1 Copa espanyola de futbol sala de la RFEF: 1988-89
  - 1 Copa espanyola de futbol sala de la RFEF:1981-82

### Divisions inferiors (7)
- 3 Campionats 1a Div. Regional: (1980-81, 1981-82, 1991-92)
- 1 Campionat 2a Div. Regional: (1979-80)
- 1 Campionat 3a Div. Regional: (1978-79)
- 2 Ascens a Divisió d'Honor: (1999-00, 2005-06)

### Filial (1)
- 1 Campionat 2a Div.: 2004-05
  - 3 Subcampionats: 1999-00, 2003-04, 2005-06

### juvenil (8)
- 8 Campionat juvenil: 2011-12, 2012-13, 2013-14, 2014-15, 2016-17, 2017-18, 2021-22, 2022-23
  - 2 Subcampionats: 2015-16, 2018-19

## Futbol indoor veterans

### Tornejos estatals (1)
- 1 Lliga espanyola de futbol indoor (2009)
  - 1 Subcampionat (2012)
- 1 Subcampionat Supercopa espanyola de futbol indoor (2010)

## Atletisme

### Masculí

#### Individual (5)
- Campions d'Europa: 1985 (Colomán Trabado, or als 800), 2024 (Jordan Díaz, or al triple salt)
- Campions d'Europa en pista coberta: 1986 (Abascal, or als 1500m), 1986 (Javier Moracho, or als 60 metres tanques), 1986 (Benjamín González, or als 400 metres), 2007, Birmingham (Jackson Quiñónez, bronze als 60 metres tanques)

#### Equips

##### Tornejos nacionals (187)
- 68 Campionats de Catalunya de clubs d'atletisme senior masculí (Aire lliure): (1944, 1945, 1946, 1947, 1951, 1953, 1954, 1955, 1956, 1957, 1958, 1959, 1960, 1961, 1964, 1966, 1967, 1968, 1969, 1970, 1971, 1972, 1973, 1974, 1976, 1977, 1978, 1979, 1980, 1981, 1982, 1983, 1984, 1985, 1986, 1987, 1988, 1989, 1990, 1991, 1992, 1993, 1994, 1995, 1996, 1998, 1999, 2000, 2002, 2003, 2004, 2005, 2006, 2007, 2008, 2009, 2010, 2011, 2012, des d'aquest any es va canviar el sistema de competició amb la participació i puntuació conjunta dels equips masculí i femení, 2013, 2014, 2015, 2016, 2017, 2018, 2019, 2021, 2022, 2023)[40]
- 6 Campionats de Catalunya de clubs d'atletisme senior categoria conjunta masculina i femenina (Aire lliure): (2013, 2014, 2015, 2016, 2017, 2018, 2019)
- 10 Campionats de Catalunya de clubs d'atletisme junior masculí (Aire lliure): (1994, 1995, 1996, 1997, 1998, 1999, 2003, 2004, 2005, 2007)
- 3 Campionats de Catalunya de clubs d'atletisme sub-20 masculí (Aire lliure): (2010, 2015, 2016)
- 20 Campionats de Catalunya de clubs d'atletisme senior masculí (Pista coberta): (1996, 1997, 1998, 2000, 2004, 2005, 2006, 2007, 2008, 2009, 2010, 2011, 2012, 2013, 2014, 2015, 2016, 2017, 2018, 2019)[41]
- 11 Campionats de Catalunya de clubs d'atletisme sub-20 masculí (Pista coberta): (2002, 2005, 2010, 2011, 2013, 2014, 2015, 2016, 2017, 2018, 2019)
- 41 Campionats de Catalunya de clubs d'atletisme senior masculí (Cros): (1917, 1923, 1928, 1931, 1940, 1941, 1943, 1944, 1947, 1960, 1961, 1962,1963, 1964, 1966, 1971, 1973, 1975 1976, 1977, 1979, 1980, 1981, 1983, 1984, 1985, 1986, 1992, 2001, 2002, 2003, 2004, 2005, 2006, 2007, 2008, 2009, 2010, 2011, 2012)
- 4 Campionats de Catalunya de clubs d'atletisme senior masculí (Cros curt): (2003, 2004, 2007, 2012)
- 9 Campionats de Catalunya de clubs d'atletisme promesa masculí (Cros): (1986, 1987, 1996, 1998, 2001, 2002, 2006, 2007, 2013)
- 9 Campionats de Catalunya de clubs d'atletisme junior masculí (Cros): (1997, 1998, 2004, 2005, 2006, 2008, 2009, 2011, 2012)
- 5 Campionats de Catalunya de clubs d'atletisme juvenil masculí (Cros): (2002, 2004, 2005, 2008, 2010)

##### Tornejos estatals (54)
- 15 Campionats d'Espanya de clubs d'atletisme senior masculí (Aire lliure): (1958, 1963, 1964, 1965, 1970, 1973, 1974, 1975, 1978, 1981, 1982, 1983, 1984, 1985, 1986)[42]
- 2 Copes d'Espanya de clubs d'atletisme senior masculí (Aire lliure): (2004, 2005)[43]
- 20 Campionats d'Espanya de clubs d'atletisme senior masculí (Pista coberta): (1982, 1983, 1984, 1985, 1986, 1991, 1992, 2005, 2007, 2008, 2010, 2011, 2014, 2015, 2017, 2018, 2019, 2021, 2022, 2023)[44]
- 1 Campionat d'Espanya de clubs d'atletisme junior masculí (Pista coberta): (2007)
- 8 Campionats d'Espanya de clubs d'atletisme senior masculí (Cros): (1966, 1981, 1982, 2007 curt, 2012 curt, 2014 curt, 2016 curt, 2018 curt)[45]
- 3 Campionats d'Espanya de clubs d'atletisme sub-23 masculí (Cros): (1987, 1996, 2017)[45]
- 3 Campionats d'Espanya de clubs d'atletisme sub-20 masculí (Cros): (1966, 1997, 2007)[45]
- 1 Campionat d'Espanya de clubs d'atletisme sub-18 masculí (Cros): (2005)[45]
- 1 Campionat d'Espanya de clubs d'atletisme sub-16 masculí (Cros): (2006)[45]

### Femení

#### Individual (7)
- Rosa Morató medalla d'or als campionats iberoamericans de San Fernando 2010, i medalla d'argent al campionat europeu de cros a Bergen 2010
- María Vasco medalla d'argent al Jocs Mediterranis d'Almeria 2005
- Yulimar Rojas medalla d'or al campionat mundial d'atletisme de Londres 2017, medalla d'or al campionat mundial d'atletisme en pista coberta de Birmingham 2018, medalla d'or al campionat mundial d'atletisme de Doha 2019, i medalla d'or als Jocs Olímpics de Tòquio 2020, que a més va assolir el rècord olímpic i mundial de triple salt.

#### Equips

##### Tornejos nacionals (104)
- 32 Campionats de Catalunya de clubs d'atletisme senior femení (Aire lliure): (1966, 1968, 1970, 1972, 1973, 1992, 1993, 1994, 1995, 1996, 1997, 2000, 2001, 2002, 2003, 2005, 2006, 2007, 2008, 2009, 2010, 2011, 2012, des d'aquest any es va canviar el sistema de competició amb la participació i puntuació conjunta dels equips masculí i femení 2013, 2014, 2015, 2016, 2017, 2018, 2019, 2021, 2023)[40]
- 7 Campionats de Catalunya de clubs d'atletisme senior de categoria conjunta femenina i masculina (Aire lliure): (2013, 2014, 2015, 2016, 2017, 2018, 2019)
- 1 Campionat de Catalunya de clubs d'atletisme junior femení (Aire iure): (1992)
- 4 Campionats de Catalunya de clubs d'atletisme sub-20 femení (Aire lliure): (2011, 2013, 2014, 2016)
- 18 Campionats de Catalunya de clubs d'atletisme senior femení (Pista coberta): (1996, 1998, 2004, 2005, 2007, 2008, 2009, 2010, 2011, 2012, 2013, 2014, 2015, 2016, 2017, 2018, 2019, 2021)[41]
- 8 Campionats de Catalunya de clubs d'atletisme sub-20 femení (Pista coberta): (2010, 2011, 2012, 2013, 2014, 2016, 2019, 2021)
- 11 Campionats de Catalunya de clubs d'atletisme senior femení (Cros): (1968, 1969, 1972, 2002, 2003, 2004, 2005, 2008, 2009, 2010, 2011)
- 3 Campionats de Catalunya de clubs d'atletisme senior femení (Cros curt): (2003, 2004, 2005)
- 7 Campionats de Catalunya de clubs d'atletisme promeses femení (Cros): (1986, 1987, 1988, 2004, 2007, 2015)
- 10 Campionats de Catalunya de clubs d'atletisme junior femení (Cros): (1986, 1987, 1988, 1991, 1992, 1993, 2005, 2009, 2013, 2014)
- 3 Campionats de Catalunya de clubs d'atletisme juvenil femení (Cros): (2000, 2011, 2012)

##### Tornejos estatals (18)
- 1 Lliga Iberdrola femenina d'atletisme: (2021)
- 4 Campionats d'Espanya de clubs d'atletisme sub-20 femení (Aire lliure): (1984, 1986, 1991, 1992)
- 1 Campionat d'España de clubs d'atletisme senior femení (Pista coberta): (2017)
- 1 Campionat d'Espanya de clubs d'atletisme sub-20 femení (Pista coberta): (1992)
- 8 Campionats d'Espanya de clubs d'atletisme senior femení (Cros): (2005 Llarg), 2009 Llarg, 2010 Llarg, 2011 Llarg, 2016 Curt, 2017 Curt, 2019 Llarg)
- 1 Campionats d'Espanya de clubs d'atletisme sub-20 femení (Cros): (2013)
- 2 Campionats d'Espanya de clubs d'atletisme sub-18 femení (Cros): (2011, 2012)

## Hoquei herba

### Masculí

#### Tornejos nacionals (3)
- 2 Campionats de Catalunya masculins: (1931, 2007)
- 1 Supercopa Múnich de Catalunya: (2022)

#### Tornejos estatals (4)
- 4 Copes d'Espanya masculines: (1930-31, 1941-42, 1943-44, 1946-47)

#### Tornejos internacionals amistosos (1)
- 1 Torneig Internacional d'Hoquei de Reis: (1951)

### Femení

#### Torneig nacional (1)
- 1 Campionat de Catalunya Divisió d'honor B: (2022)

## Rugbi

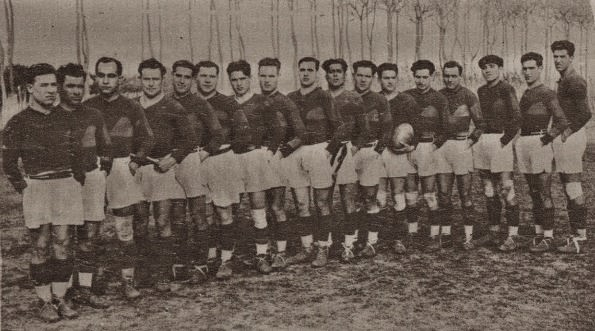
Equip guanyador del Campionat de Catalunya de 1929

### Tornejos internacionals (2)
- 1 Copa Ibèrica: (1971)
  - 1 subcampionat: (1966)
- 1 Copa Pirineus: (1967)

### Tornejos nacionals (28)
- 20 Campionats de Catalunya: (1926, 1927, 1928, 1929, 1930, 1932, 1936, 1942, 1946, 1947, 1948, 1949, 1950, 1951, 1952, 1953, 1955, 1968, 1969 i 1995)
  - Subcampionats: (1930-31, 1932-33, 1940-41, 1943-44, 1944-45, 1953-54, 1955-56, 1956-57, 1964-65, 1965-66, 1966-67)
- 4 Copes Catalanes: (1982, 2003, 2008, 2017)
  - 3 subcampionats: (1979, 1980, 2011)
- 2 Supercopa de Catalunya de rugbi: (2018, 2022)
  - 2 subcampionats: (2019, 2021)

### categoríes inferiors (17)
- 1 Campionat de Catalunya de 2ª: 1967
- 2 Lligues de Clubs de Llevant: (1982 i 1983)
- 2 Campionats de Catalunya juvenils: (2000, 2006)
- 4 Copes Catalanes juvenils: (2000, 2002, 2003, 2004)
- 1 Campionat de Catalunya prebenjamí: (2005)
- 1 Copa Catalana cadet: (2000)
- 1 Lliga de Catalunya cadet: (2000)
- 1 Campionat d'Espanya juvenil: 2003
- 2 Campionats de la Mercè seven: (2005 i 2006)
- 1 Campionat de la Mercè Benjamí: (2007)
- 1 Campionat de la Mercè Cadet: (2007)

### Tornejos estatals (20)
- 16 Campionats d'Espanya: (1925-26, 1929-30, 1931-32, 1941-42, 1943-44, 1944-45, 1945-46, 1949-50, 1950-51, 1951-52, 1952-53, 1954-55, 1955-56, 1964-65, 1982-83, 1984-85)
  - 7 subcampionats: (1946-47, 1956-57, 1957-58, 1967-68, 1968-69, 1983-84, 2018-19)
- 1 Supercopa d'Espanya: 1983 (no oficial)
- 2 Lligues espanyoles: (1952-53 i 1953-54)
  - 1 Subcampionats: (1969-70)
- 1 Divisió d'Honor B de Rugbi: 2013-14
  - 1 Subcampionats: 2009-10
- 1 Primera Nacional: 1982-83
  - 3 Subcampionats:	1976, 1978, 2009

## Voleibol

### Tornejos nacionals (9)
- 8 Lligues Catalanes: (1985, 1991, 1994, 2009-10, 2010-11, 2011-12, 2017-18, 2019-20, 2022-23)

### Tornejos estatals (5)
- 2 Superlliga 2 Masculina de Voleibol d'Espanya: (2007-08, 2019-20)
- 2 Copa del Príncep de Voleibol: (2008, 2020)
- 1 Copa Princesa (2022-23)

## Hoquei gel

### Tornejos estatals (13)
- 7 Lligues espanyoles: (1986-87, 1987-88, 1996-97, 2001-02, 2008-09, 2020-21, 2021-22)
  - 9 Subcampionats: (1974-75, 1975-76, 1976-77, 1980-81, 1981-82, 1995-96, 2002-03, 2010-11, 2022-23)
- 6 Copes espanyoles: (1975-76, 1976-77, 1981-82, 1996-97, 2014-15, 2018-19)
  - 18 Subcampionats: (1973, 1974, 1979, 1980, 1981, 1987, 1995, 1998, 1999, 2000, 2001, 2002, 2003, 2008, 2010, 2011, 2021, 2023)

## Futbol platja

### Tornejos internacionals (3)
- 1 Campionat mundial de Clubs de Futbol platja: (2015).
- 2 North American Sand Soccer Championships: 2015, 2017

## Patinatge artístic

### Tornejos internacionals (4)
- 3 Trofeus internacionals de Niça (2006, 2013, 2015)
- 1 Coupe international d'Asnières (2012)

### Tornejos nacionals (3)
- 1 Trofeu Catalunya (2006)
- 2 Copes ciutat de Barcelona (2014, 2015)

### Tornejos estatals (5)
- 5 Campionats d'Espanya (2011, 2012, 2016, 2017, 2018)

### Parelles
Campionat d'Espanya:
- Dansa Junior (Èrika Riera i Raman Balanovich, 2021)

### Individual
Campionat de Catalunya:
- Novice: Irene Manau (2011)
- Junior ISU: Júlia Ribas (2015), Aleix Gabara (2015)

Campionat d'Espanya:
- Novice advanced femení (Júlia Rodríguez, 2021)
- Debs (Maria Rodriguez F.C.B)
- Infantil (Irene Manau F.C.B)
- Infantil Masculí (Tomàs Llorenç F.C.B)
- Junior ISU (Aleix Gabara F.C.B)

Campionat d'Andorra:
- Junior Isu masculí (Elvis Caubet, 2021)
- Basic Novice Isu femenina (Ariadna Gupta, 2021)
- Basic Novice Isu masculí (Gael Foulon, 2021)
- Basic Novice A femenina (Valery Russo, 2021)
- Basic Novice A masculí (Aidan Huestis, 2021)
- Aleví B (Miquel Vial, 2021)
- Benjamí B (Gemma Arias, 2021)

FOJES:
- Aleix Gabara (7a posició 2015)

## Futbol femení

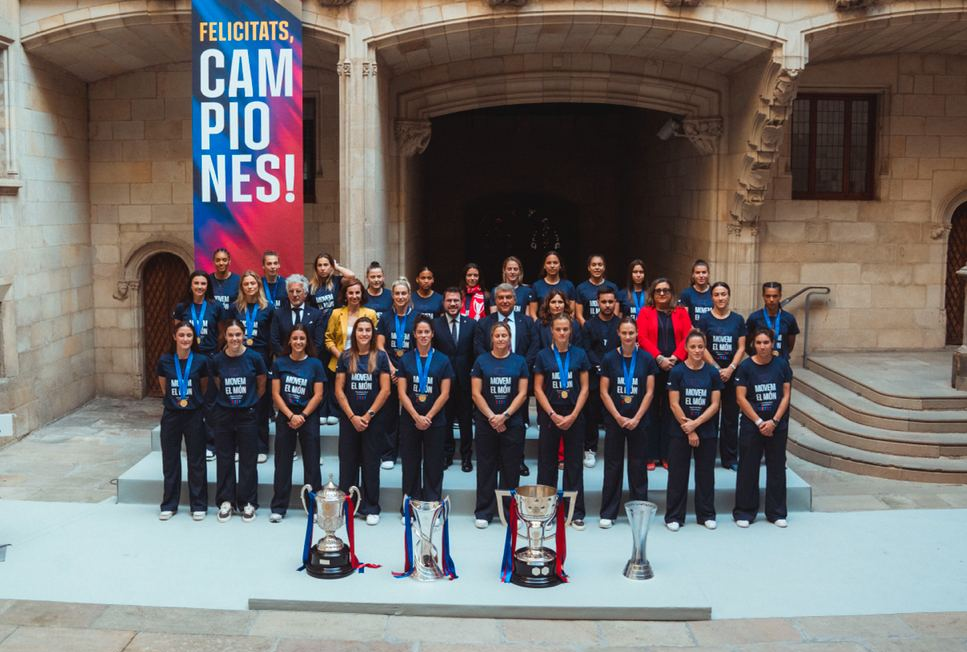
Homenatge al Barcelona vencedor de quatre títols.

### Tornejos internacionals (3)
- 3 Lliga de Campions Femenina de la UEFA: (2020-21, 2022-23, 2023-24)
  - 2 Subcampionats: (2018-19, 2021-22)

### Tornejos nacionals (12)
- 11 Copa Catalunya: (2009-10, 2010-11, 2011-12, 2012-13, 2014-15, 2015-16, 2016-17, 2017-18, 2018-19, 2019-20, 2024-25)
  - 5 Subcampionats: (2005-06, 2006-07, 2007-08, 2008-09, 2013-14)
- 1 Copa Generalitat: 1985

### Tornejos estatals (26+4)
- 10 Lliga: 2011-12, 2012-13, 2013-14, 2014-15, 2019-20, 2020-21, 2021-22, 2022-23, 2023-24, 2024-25 
  - 5 Subcampionats: 1991-92, 2015-16, 2016-17, 2017-2018, 2018-2019
- 11 Copa de la Reina: 1993-94, 2010-11, 2012-13, 2013-14, 2016-17, 2017-18, 2019-20, 2020-21, 2021-22, 2023-24, 2024-25 
  - 2 Subcampionats: 1990-91, 2015-16
- 5 Supercopa: 2019-20, 2021-22, 2022-23, 2023-24, 2024-25
- 4 Segona Divisió: 2001-02, 2002-03, 2003-04, 2007-08

### Tornejos amistosos
- 4 Trofeu Joan Gamper: 2021, 2022, 2023, 2024
- 4 Torneig de Getxo: 2007, 2012, 2013, 2015
- 1 COTIF: 2014
- 1 Trofeo Teide: 2022

### Premis

#### Premis individuals a jugadores (20)
- 4 Pilotes d'Or Femenina: Alèxia Putellas 2021 i 2022, Aitana Bonmatí 2023 i 2024
- 3 Premi Globe Soccer Awards Millor Jugadora: Alèxia Putellas 2021 i 2022,[46] Aitana Bonmatí 2023
- 4 Premi Golden Woman: Lieke Martens 2021, Alèxia Putellas 2022,[47] Aitana Bonmatí 2023 i 2024
- 3 Premi a la Millor Jugadora de la UEFA: Alèxia Putellas 2021, 2022, Aitana Bonmatí 2023
- 4 Premi The Best a la Millor Jugadora de la FIFA: Lieke Martens 2017, Alèxia Putellas 2021, 2022,[48] Aitana Bonmatí 2023[49]
- 2 Millor jugadora africana: Asisat Oshoala 2019 i 2022

#### Premis a l'equip (11)
- 2 Premis a millor Club de futbol femení de l'any: 2023 i 2024
- 3 IFFHS Women's World's Best Club: 2021, 2023 i 2024
- 3 IFFHS Women's UEFA Best Club: 2021, 2023 i 2024
- 3 Globe Soccer Awards – Best Women's Club of the Year: 2021, 2023 i 2024

## Futbol filial femení i juvenil

### Tornejos estatals (5)
- 5 Campionats de Segona Divisió: 2015-16, 2016-17, 2017-18, 2022-23, 2023-24
  - 1 Subcampionat: 2014-15

### Tornejos nacionals (2)
- 2 Campionats de 1a Catalana: 2003-04, 2007-08

## Bàsquet femení

### Tornejos nacionals (0)
- 0 Lliga catalana de bàsquet femenina
  - 1 Subcampionat: 2022-23

## Voleibol femení -equip Club Voleibol Barcelona Barça (CVBB)

### Tornejos nacionals (6)
- 6 Lliga catalana de voleibol femenina: (2010-11, 2012-13, 2014-15, 2015-16, 2016-17, 2017-18, 2018-19)
  - 2 Subcampionats: (2011-12, 2019-20)

### Tornejos estatals (2)
- Lliga espanyola de voleibol femenina
  - 1 Subcampionat: (2018-2019)
- 2 Campionat de la Superlliga femenina 2: 2020-21, 2023-24[51]
- 1 Copa de la Princesa de voleibol: (2022-23)[52]
- 1 Campionat d'Espanya juvenil: (2018)

## Equips desapareguts

### Futbol Club Barcelona secció de beisbol(1931-2011)

#### Tornejos internacionals (2)
- 2 Copes de la CEB: (2006-07, 2007-08)

#### Tornejos nacionals (13)
- 12 Campionats de Catalunya (1933, 1947, 1952, 1955, 1975, 1996, 1998, 2006, 2007, 2008, 2009, 2011)
- 1 Super Copa de Catalunya (2006)

#### Tornejos estatals (7)
- 4 Lligues espanyoles: (1946, 1947, 1956 i 2011)[53]
- 3 Copa espanyola de beisbol: 1945, 1947, 1956
  - 3 Subcampionats: 1945, 2005, 2007
- Europa Eurocup: 2008

### Futbol Club Barcelona C(1969-2007)

#### Tornejos nacionals (1)
- 1 Copa Generalitat: (1984)

#### Tornejos estatals (3)
- 3 Lligues de la Tercera Divisió: (1983/84, 1986/87, 1997/98)
- 6 Campionat d'Espanya Amateur: (1949, 1952, 1961, 1971. 1980, 1982)
  - 8 Campionat d'Espanya Amateur: (1944, 1945, 1962, 1963, 1965, 1966. 1967, 1968)

### Barcelona Dragons(1991-2003)

#### Tornejos internacionals (1)
- 1 World Bowl: (1997)
  - 3 Subcampionats: (1991, 1999, 2001)

### UB Barça(1985-2007)

#### Tornejos nacionals (8)
- 7 Lligues Catalanes: (1990-91, 1991-92, 1999-00, 2000-01, 2001-02, 2003-04, 2005-06)
- 1 Campionats de Catalunya: Com a FC Barcelona, 1937 no oficial, 1942

#### Tornejos estatals (2)
- 2 Lligues espanyoles: (2002-03, 2004-05)

### Equip de lluita grecoromana (1924-1928)
- 1 Campionat olímpic: Emili Ardèvol

## Jugadors amb més títols
Els esportistes de la història del FC Barcelona amb més títols son:
1) Aitor Egurrola (hoquei): 77 títols
2) David Barrufet (handbol): 71 títols
3) Víctor Tomàs (handbol): 69 títols
4) Sergi Panadero (hoquei): 60 títols
5) Alberto Borregán (hoquei): 58 títols
6) Xavier O'Callaghan (handbol): 54 títols

## Medalles olímpiques
Els esportistes del club que han guanyat medalles en els jocs olímpics hant estat:
- Anvers 1920: Josep Samitier, Agustí Sancho, Félix Sesúmaga i Ricard Zamora Medalles d'argent futbol.
- Los Angeles 1984: José Manuel Abascal bronze als 1500m, Juan Domingo de la Cruz, Juan Antonio San Epifanio "Epi" i Nacho Solozábal medalles d'argent a bàsquet, Erhard Wunderlich medalla d'argent handbol.
- Seül 1988: Aloisio Pires: Medalla d'argent en futbol, Veselin Vujovic medalla de bronze handbol.
- Barcelona 1992: Javier García Chico bronze al salt amb perxa, Josep Guardiola, Albert Ferrer i Antoni Pinilla medalles d'or en futbol, Josep Benito i Joan Carles i Colàs medalles d'argent en hoquei patins.
- Atlanta 1996: Aleksandar Djordjevic medalla d'argent en bàsquet, Arturas Karnishovas medalla de bronze en bàsquet, Mateo Garralda, Rafael Guijosa i Iñaki Urdangarín medalles de bronze en handbol i Tomas Svensson medalla d'argent en handbol.
- Sidney 2000: Sarunas Jasikevicius medalla de bronze en bàsquet, Gabriel Garcia "Gabri", Xavi Hernández i Carles Puyol medalles d'argent en futbol, David Barrufet, Rafael Guijosa, Demetrio Lozano, Enric Masip, Xavier O'Callaghan, Antonio Carlos Ortega, Iñaki Urdangarín i Andrí Xepkin medalles de bronze en handbol, Tomas Svensson medalla d'argent en handbol
- Atenes 2004: Sergi Escobar medalla de bronze en persecució individual, medalla de bronze en persecució per equips, Javier Saviola medalla d'or en futbol, Christian Schulte medalla de bronze en hoquei.
- Beijing 2008: Lionel Messi or en futbol, Juan Carlos Navarro plata en bàsquet, Jerome Fernández or en handbol, David Barrufet, Iker Romero, Demetrio Lozano, Víctor Tomàs, Rubén Garabaya, Juanín García i Albert Rocas bronze en handbol.
- Londres 2012: Juan Carlos Navarro argent en basquet, Víctor Sada argent en basquet, Sorhaindo or en handbol, Jernemyr argent en handbol i Sjöstrand argent en handbol.[56]
- Rio 2016: Neymar or en futbol, Rafinha or en futbol, Jesper Nøddesbo or en handbol, Lasse Andersson or en handbol, Sorhaindo argent en handbol, N'Guessan argent en handbol, Juan Carlos Navarro bronze en basquet, Víctor Calver bronze en basquet.
- Tòquio 2020: Yulimar Rojas medalla d'or en triple salt, Ludovic Fàbregas, Dika Mem, Timothey N'Guessan i Melvyn Richardson medalles d'or en handbol, Fridolina Rolfö, Pedri, Èric Garcia i Óscar Mingueza medalles d'argent en futbol, Pérez de Vargas, Entrerríos, Aleix Gómez i Ángel Fernández medalles de bronze en handbol.
- Paris 2024: Jordan Díaz medalla d'or en triple salt, Eric Garcia, Pau Cubarsí i Fermín López medalles d'or en futbol, Emil Nielsen medalla d'or en handbol, Aleix Gómez, Gonzalo Pérez de Vargas i Javi Rodríguez medalles de bronze en handbol.

### Medaller
| Or | Argent | Bronze | Total |
| 17 | 28     | 35     | 80    |